# Duluth (Minnesota)
Duluth ( /dəˈluːθ/ də-LOOTH) es una ciudad portuaria en el estado estadounidense de Minnesota y la sede del condado de St. Louis. Con una población de 86,697, es la cuarta ciudad más grande del estado, y su área metropolitana es la segunda mayor. Lleva el nombre de Daniel Greysolon (Sieur du Lhut), el primer explorador europeo conocido de la zona.
Situada en la orilla norte del Lago Superior en el punto más occidental de los Grandes Lagos, Duluth es el área metropolitana más grande (y la segunda ciudad más grande) en el lago y es accesible al Océano Atlántico 3700 km distancia a través de la vía navegable de los Grandes Lagos y vía marítima del San Lorenzo. El Puerto de Duluth es el puerto interior más lejano del mundo accesible a los barcos que navegan por el océano, y, con mucho, el puerto más grande y concurrido de los Grandes Lagos. El puerto está clasificado entre los 20 principales puertos de los Estados Unidos por tonelaje. Los productos básicos enviados desde el puerto de Duluth incluyen carbón, mineral de hierro, grano, piedra caliza, cemento, sal, pulpa de madera, bobinas de acero y componentes de turbinas eólicas.
Un destino turístico del Medio Oeste, Duluth cuenta con el único acuario de agua dulce de los Estados Unidos, el Great Lakes Aquarium; el Puente de Elevación Aérea, que está adyacente al Parque Canal y se extiende por el Canal de Navegación de Duluth hasta el puerto de Duluth-Superior; y Minnesota Point (conocido localmente como Park Point), la barra de boca de bahía de agua dulce más larga del mundo, que abarca 10 km. La ciudad también es el punto de partida para los viajes en vehículo que recorren la costa norte del lago Superior hacia Ontario, Canadá.

## Historia

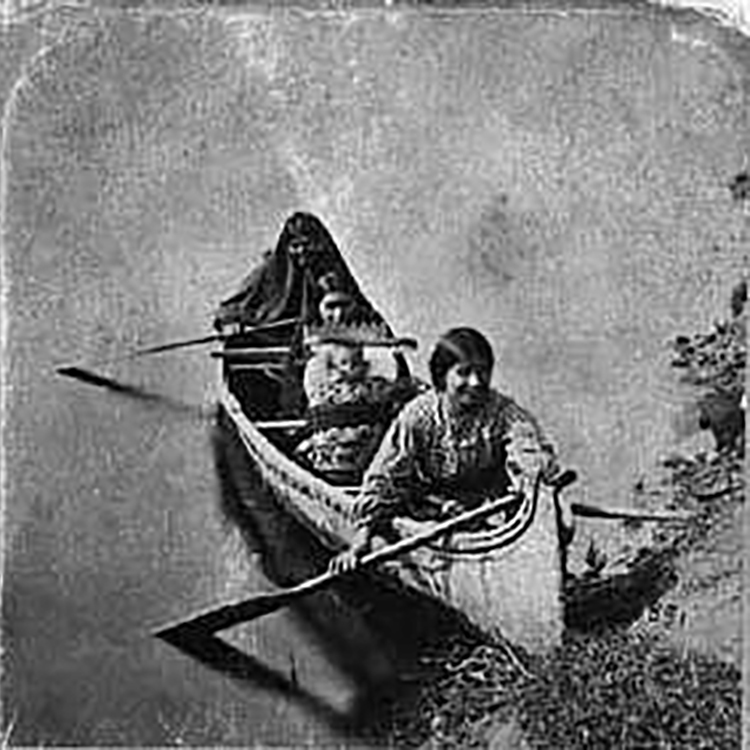
Mujeres ojibwe en el río Saint Louis

Los ojibwe, a veces denominados chippewa, son miembros del clan anishinaabe, un grupo de pueblos indígenas relacionados con la cultura, incluidos los ojibwe que residen en lo que ahora son Canadá y Estados Unidos. Los ojibwe han habitado la región del Lago Superior durante más de 500 años. Ya establecidos como comerciantes, después de la llegada de los europeos, los anishinaabe encontraron un nicho como intermediarios entre los comerciantes de pieles franceses y otros pueblos nativos. Pronto se convirtieron en la nación india dominante en la región, expulsando a los Dakota sioux y fox y obteniendo una victoria contra los iroqueses al oeste de Sault Ste. Marie en 1662. A mediados del siglo XVIII, los ojibwe ocuparon todas las orillas del lago Superior. En 1745, adoptaron armas de los británicos para usarlas contra la nación dakota de los sioux, a quienes empujaron más hacia el sur. La Nación ojibwe fue la primera en establecer la agenda con los líderes europeo-canadienses para firmar tratados más detallados antes de que a muchos colonos europeos se les permitiera ir demasiado al oeste.
Los ojibwe son históricamente conocidos por su elaboración de canoas de corteza de abedul, el uso de puntas de flecha de cobre y el cultivo de arroz silvestre. El asentamiento en ojibwe es Onigamiinsing ("en el pequeño porteo"), una referencia al pequeño y fácil transporte a través de Minnesota Point entre el lago Superior y el oeste de la bahía de St. Louis, que forma el puerto de Duluth. Tanto para los ojibwe como para los Dakota, la interacción con los europeos durante el período de contacto giró en torno al comercio de pieles y actividades relacionadas.
Según la historia oral ojibwe, Spirit Island, cerca del vecindario de Spirit Valley, era el "sexto lugar de parada", donde las ramas norte y sur de la nación ojibwe se unieron y procedieron a su "séptimo lugar de parada" cerca de la actual ciudad de La. Pointe, en el estado de Wisconsin. Los "lugares de parada" eran los lugares que ocuparon los nativos americanos durante su migración hacia el oeste cuando los europeos invadieron su territorio.

### Exploración y comercio de pieles

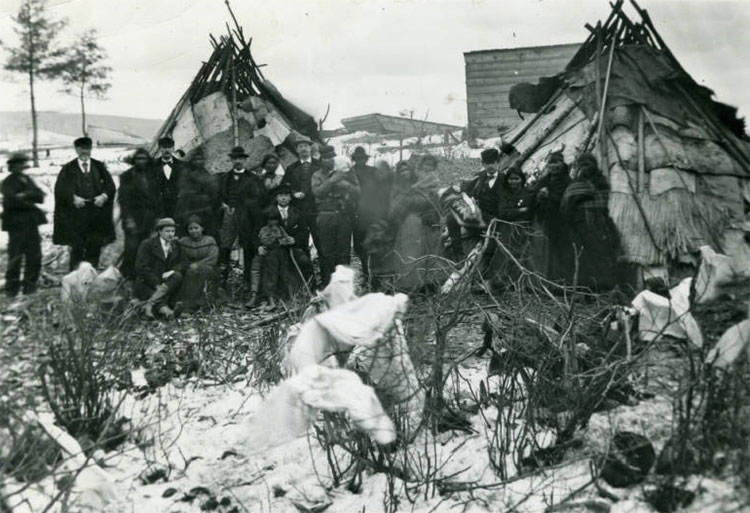
Campamento ojibwe y visitantes blancos en Minnesota Point, del siglo XIX.

Varios factores llevaron a los comerciantes de pieles a los Grandes Lagos a principios del siglo XVII. La moda de los sombreros de castor en Europa generó demanda de pieles. El comercio francés de castores en la parte baja del río San Lorenzo había provocado el agotamiento de los animales en esa región a fines de la década de 1630, por lo que los franceses buscaron más al oeste en busca de nuevos recursos y nuevas rutas, haciendo alianzas con los nativos americanos en el camino hacia atrapar y entregar sus pieles.
A Étienne Brûlé se le atribuye el descubrimiento europeo del lago Superior antes de 1620. Pierre-Esprit Radisson y Médard des Groseilliers exploraron el área de Duluth, Fond du Lac (Fondo del lago) en 1654 y nuevamente en 1660. Los franceses pronto establecieron puestos de pieles cerca de Duluth y en el extremo norte, donde Grand Portage se convirtió en un importante centro comercial. El explorador francés Daniel Greysolon, el sieur du Lhut, cuyo nombre a veces se traduce en inglés como "DuLuth", exploró el río Saint Louis en 1679.
Después de 1792 y la independencia de los Estados Unidos, la Compañía del Noroeste estableció varios puestos en los ríos y lagos de Minnesota, y en áreas al oeste y noroeste, para comerciar con los ojibwe, los dakotas y otras tribus nativas. El primer puesto fue donde Superior, Wisconsin, se desarrolló más tarde. Conocido como Fort St. Louis, el puesto se convirtió en la sede del nuevo Departamento Fond du Lac de North West. Tenía paredes empalizadas, dos casas de 40 pies (12,2 m) cada uno, un cobertizo de 60 pies (18,3 m), un gran almacén y un patio de canoas. Con el tiempo, los pueblos indígenas y los estadounidenses de origen europeo se establecieron en las cercanías, y en este punto se desarrolló gradualmente una ciudad.

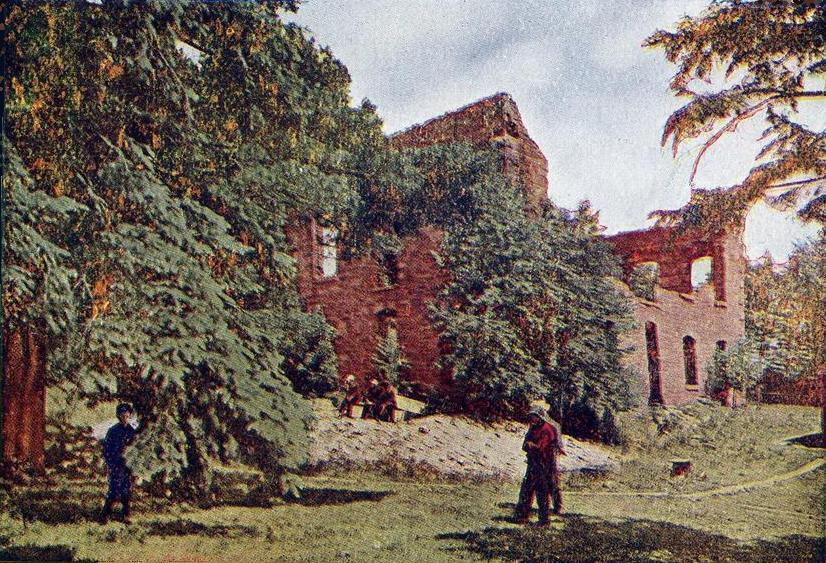
Ruinas del antiguo puesto comercial de Fond du Lac, 1907

En 1808, John Jacob Astor, nacido en Alemania, organizó la American Fur Company. La empresa comenzó a operar en Head of the Lakes en 1809. En 1817, erigió una nueva sede en la actual Fond du Lac en el río Saint Louis. Allí, los transportes conectaban el lago Superior con el lago Vermillion al norte y con el río Misisipi al sur. Después de crear un poderoso monopolio, Astor abandonó el negocio alrededor de 1830, ya que el comercio estaba disminuyendo. Pero el comercio activo se mantuvo hasta el fracaso del comercio de pieles en la década de 1840. Las modas europeas habían cambiado y muchas áreas americanas estaban atrapadas en exceso, con un juego en declive.
En 1832, Henry Schoolcraft visitó el área de Fond du Lac y escribió sobre sus experiencias con los indios ojibwe allí. Henry Wadsworth Longfellow basó la Canción de Hiawatha, su poema épico que relata las aventuras ficticias de un guerrero ojibwe llamado Hiawatha y la tragedia de su amor por Minnehaha, una mujer de Dakota, en los escritos de Schoolcraft.
Los nativos firmaron dos Tratados de Fond du Lac con los Estados Unidos en el actual barrio de Fond du Lac en 1826 y 1847, en los que los ojibwe cedieron tierras al gobierno estadounidense. Como parte del Tratado de Washington (1854) con la Banda del Lago Superior de Chippewa, Estados Unidos apartó la Reserva India Fond du Lac río arriba de Duluth cerca de Cloquet, Minnesota.

### Asentamiento permanente

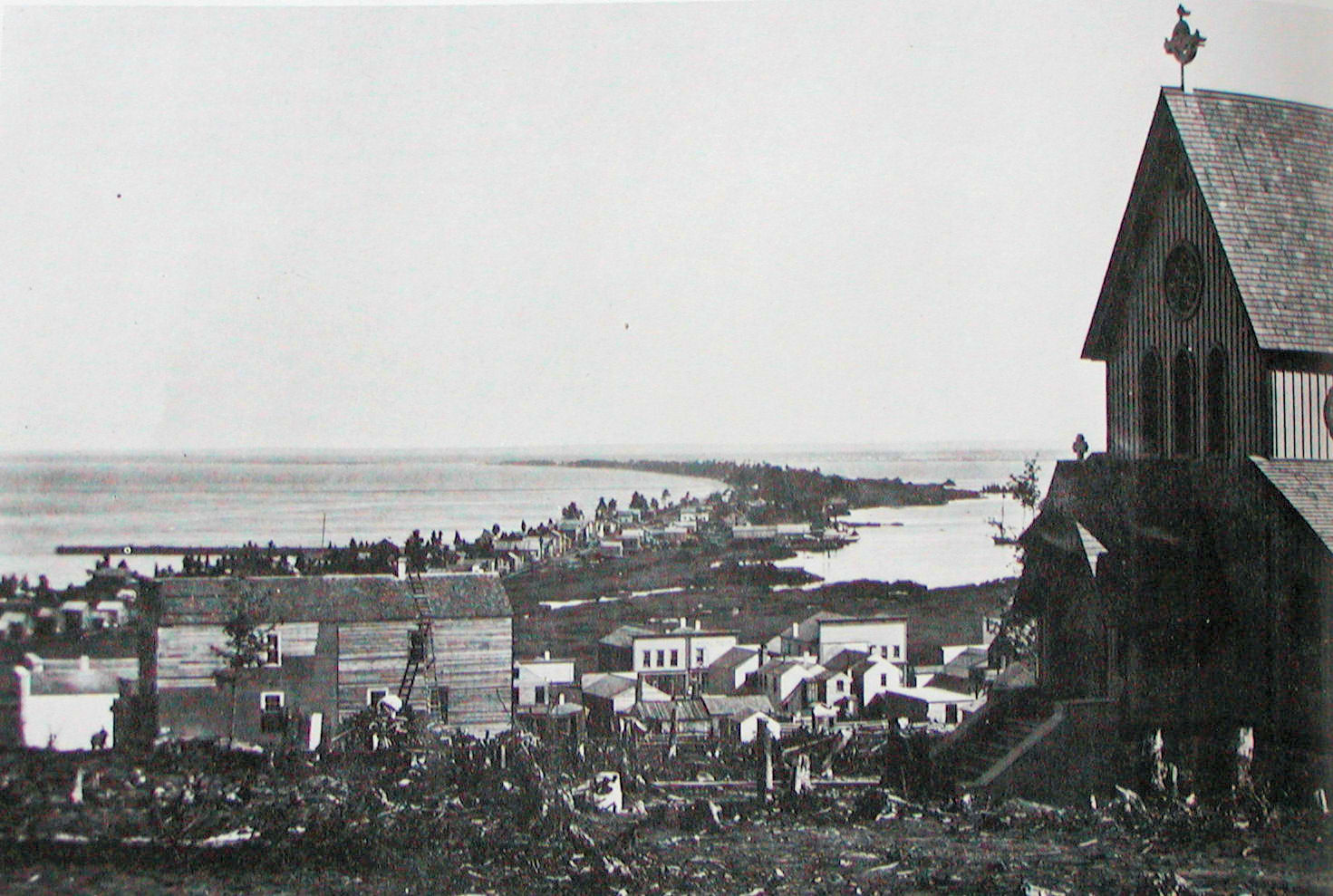
Minnesota Point desde la colina sobre Duluth en 1875

A medida que los estadounidenses de origen europeo continuaron instalándose e invadiendo las tierras de ojibwe, el gobierno de Estados Unidos celebró una serie de tratados, ejecutados entre 1837 y 1889, que expropiaron vastas áreas de tierras tribales para su uso y relegaron a los pueblos nativos americanos a una serie de pequeñas reservas. El interés en el área se despertó en la década de 1850 por los rumores de la minería del cobre. Un estudio de tierras del gobierno en 1852, seguido de un tratado con las tribus locales en 1854, aseguró el desierto para los exploradores en busca de oro, provocó una avalancha de mineros y condujo al desarrollo de la extracción de mineral de hierro en el área. El Tratado de Cesión de Tierras de ojibwe de 1854 obligaría a los ojibwe a ingresar a lo que ahora se conoce como Reservas Fond du Lac y Grand Portage, aunque se conservaron algunos derechos territoriales como la caza y la pesca.

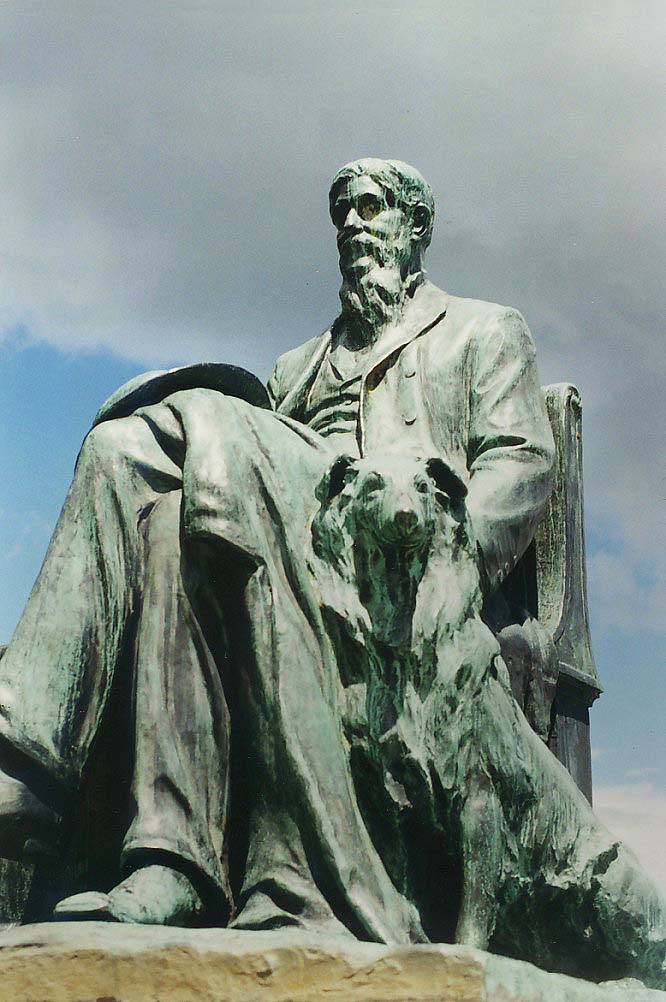
Estatua de Jay Cooke de Henry Shrady, ubicada en Jay Cooke Plaza

Casi al mismo tiempo, los canales y esclusas recién construidos en el este permitieron que grandes barcos ingresaran al área. También se construyó una carretera que conecta Duluth con las Ciudades Gemelas. Se formaron once pequeñas ciudades a ambos lados del río Saint Louis, estableciendo las raíces de Duluth como ciudad.
En 1857, los recursos de cobre eran escasos y el enfoque económico de la zona se desplazó hacia la extracción de madera. Una crisis financiera nacional, el Pánico de 1857, hizo que la mayoría de los pioneros de la ciudad se fueran. Una historia de Duluth escrita en 1910 relata: "Del puñado que quedaba en 1859, cuatro hombres estaban desempleados y uno de ellos era cervecero. Idea capital; construir una cervecería. La ausencia de malta, lúpulo y cebada no avergonzó en absoluto a esos valientes colonos" El agua para la elaboración de la cerveza se obtenía de un arroyo que desembocaba en el lago Superior que llegó a llamarse Brewery Creek, como todavía se le conoce en la actualidad. Si bien la cervecería "no fue un éxito pecuniario", unas décadas más tarde se convirtió en Fitger Brewing Company.
La apertura del canal en Sault Ste. Marie en 1855 y el anuncio contemporáneo del acercamiento de los ferrocarriles habían convertido a Duluth en el único puerto con acceso a los océanos Atlántico y Pacífico. Pronto, la industria de la madera, los ferrocarriles y la minería crecieron tan rápidamente que la afluencia de trabajadores apenas pudo satisfacer la demanda, y los escaparates aparecieron casi de la noche a la mañana. En 1868, el negocio en Duluth estaba en auge. En un discurso del 4 de julio, Thomas Preston Foster, fundador del primer periódico de Duluth, acuñó la expresión "La ciudad cenit de los mares sin sal".
En 1869-1870, Duluth fue la ciudad de más rápido crecimiento en el país y se esperaba que superara a Chicago en solo unos pocos años. Cuando Jay Cooke, un rico especulador de tierras de Filadelfia, convenció al Ferrocarril del lago Superior y Misisipi para que crearan una extensión desde St. Paul hasta Duluth, el ferrocarril abrió áreas al norte y al oeste del lago Superior para la extracción de mineral de hierro. 
En el primer Duluth Minnesotian impreso el 24 de agosto de 1869, el editor colocó el siguiente aviso en la página editorial:
"Los recién llegados deben comprender que Duluth es actualmente un lugar pequeño, y que el alojamiento en hoteles y habitaciones de huéspedes es extremadamente limitado. Sin embargo, la madera es barata y se pueden construir chabolas. Todo el mundo debería traer mantas y venir preparado al principio ".

En 1873, el imperio de Cooke se derrumbó y el mercado de valores colapsó, y Duluth casi desapareció del mapa. Pero a fines de la década de 1870, con el auge continuo de la madera y la minería y con los ferrocarriles terminados, Duluth volvió a florecer. Para el cambio de siglo, tenía casi 100.000 habitantes y nuevamente era una comunidad próspera con préstamos para pequeñas empresas, comercio y comercio fluyendo a través de la ciudad. La minería continuó en Mesabi Range y el hierro se envió al este a los molinos en Ohio, un comercio que continuó en el siglo XX.

#### "The Untold Delights of Duluth"
Las primeras dudas sobre el potencial del área de Duluth se expresaron en "The Untold Delights of Duluth" (Las delicias jamás contadas de Duluth), un discurso que el representante de Estados Unidos J. Proctor Knott de Kentucky pronunció en la Cámara de Representantes de Estados Unidos el 27 de enero de 1871. Su discurso en contra de St. Croix y Superior Land Grant satirizó el boosterismo occidental, retratando a Duluth como un Edén en términos fantásticamente floridos. El discurso se ha reimpreso en colecciones de folklore y discursos humorísticos y se considera un clásico. La cercana ciudad de Proctor, Minnesota, lleva el nombre de Knott.
La ciudad hermana no oficial de Duluth, Duluth, Georgia, fue nombrada por Evan P. Howell en referencia humorística al discurso de Knott. Originalmente llamado Howell's Crossroads en honor a su abuelo, Evan Howell, la ciudad acababa de terminar un ferrocarril en 1871 y el discurso "Delights of Duluth" todavía era popular.
A Proctor Knott se le atribuye a veces la caracterización de Duluth como la "ciudad cenital de los mares sin sal", pero el honor de esa acuñación pertenece al periodista Thomas Preston Foster, que habló en un pícnic del 4 de julio en 1868.

### SigloXX

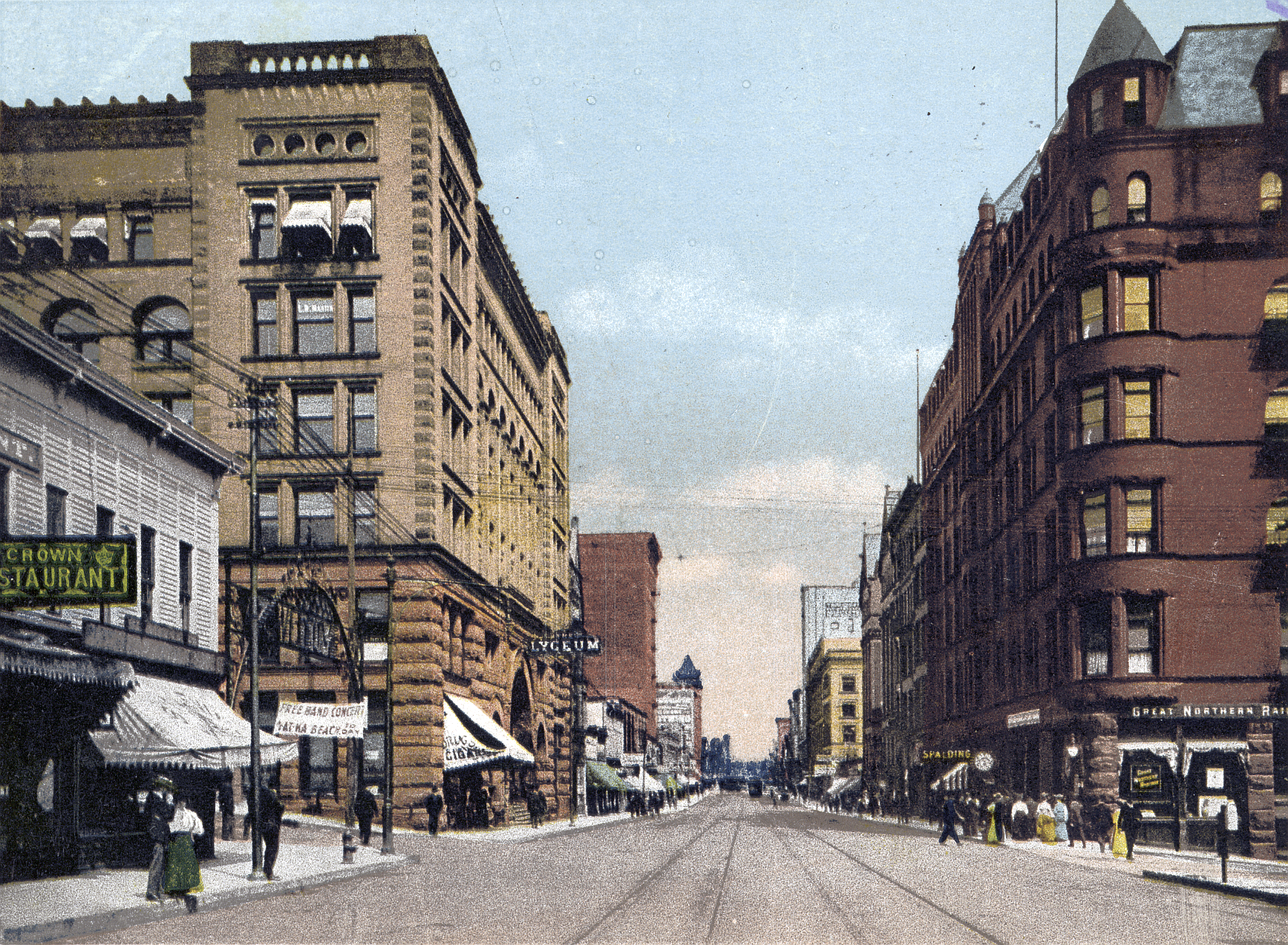
Calle Superior, circa 1900

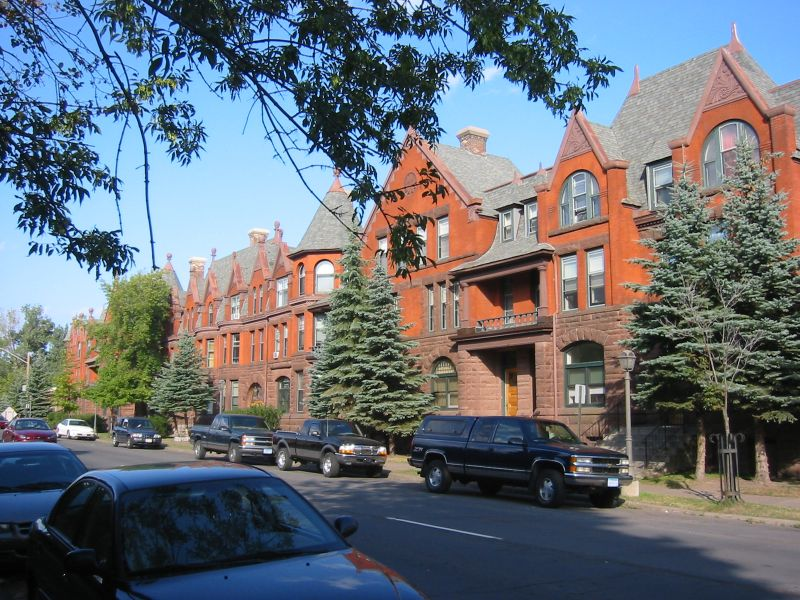
Chester Terrace, construido en 1890

Durante el siglo XX, el puerto de Duluth fue durante un tiempo el puerto más activo de los Estados Unidos, superando incluso a la ciudad de Nueva York en tonelaje bruto. Los cargueros del lago transportaban mineral de hierro a través de los Grandes Lagos hasta las plantas de procesamiento en Illinois y Ohio. Se fundaron y construyeron diez periódicos, seis bancos y un rascacielos de 11 pisos, el Edificio Torrey. En 1905, se decía que Duluth contaba con la mayor cantidad de millonarios per cápita de los Estados Unidos.
En 1907, US Steel anunció que construiría un $ 5 Millones de plantas en la zona. Aunque la producción de acero no comenzó hasta 1915, las predicciones sostenían que la población de Duluth aumentaría a 200.000-300.000 habitantes. Junto con la planta de acero de Duluth Works, US Steel desarrolló Morgan Park, como una ciudad empresarial para los trabajadores del acero. Ahora es un barrio de la ciudad dentro de Duluth.
Diamond Calk Horseshoe Company se fundó en 1908 y más tarde se convirtió en un importante fabricante y exportador de llaves y herramientas automotrices. La enorme mayorista Marshall Wells Hardware Company de Duluth se expandió en 1901 con la apertura de sucursales en Portland, Oregón y Winnipeg, Manitoba; el catálogo de la compañía totalizaba 2.390 páginas en 1913. La Duluth Showcase Company, que más tarde se convirtió en Duluth Refrigerator Company y luego en Coolerator Company, se estableció en 1908. Universal Atlas Cement Company, que fabricaba cemento a partir del subproducto de escoria de la planta de acero, comenzó a operar en 1917.

#### Inmigración
Debido a sus numerosos puestos de trabajo en la minería y la industria, la ciudad fue un destino para grandes oleadas de inmigrantes de Europa a principios del siglo XX. Se convirtió en el centro de una de las comunidades finlandesas más grandes del mundo fuera de Finlandia. Durante décadas, se publicó en la ciudad un diario en finés, Päivälehti; recibió su nombre del periódico izquierdista independentista del antiguo Gran Ducado de Finlandia. Los miembros de la comunidad finlandesa de Industrial Workers of the World (IWW) publicaron un periódico laboral muy leído, Industrialisti. De 1907 a 1941, la Federación Socialista de Finlandia y luego la IWW operaron Work People's College, una institución educativa que impartía clases desde una perspectiva socialista de la clase trabajadora. También se establecieron en Duluth inmigrantes de Suecia, Noruega, Dinamarca, Alemania, Austria, Checoslovaquia, Irlanda, Inglaterra, Italia, Polonia, Hungría, Bulgaria, Croacia, Serbia, Ucrania, Rumania y Rusia. Durante algún tiempo, Duluth tenía varios barrios históricos de inmigrantes como, por ejemplo, Little Italy. Hoy en día, las personas de ascendencia escandinava constituyen una fuerte pluralidad de la población de Duluth, lo que representa más de un tercio de los residentes con ascendencia europea.

#### Linchamientos de Duluth
En septiembre de 1918, un grupo que se hacía llamar los Caballeros de la Libertad arrastró al inmigrante finlandés Olli Kinkkonen de su pensión, lo alquitranó y emplumó y lo linchó. Kinkkonen no quería pelear en la Primera Guerra Mundial y tenía planeado regresar a Finlandia. Su cuerpo fue encontrado dos semanas después colgado de un árbol en Lester Park de Duluth.
Otro linchamiento en Duluth ocurrió el 15 de junio de 1920, cuando tres inocentes trabajadores negros del circo: Elias Clayton, Elmer Jackson e Isaac McGhie, fueron atacados por una turba blanca y ahorcados después de presuntamente violar a una adolescente blanca. Los linchamientos de Duluth tuvieron lugar en First Street y Second Avenue East. A finales del siglo XX, el periodista Michael Fedo escribió The Lynchings in Duluth (1970), que empezó a dar a conocer el hecho. Los miembros de la comunidad de muchos grupos diferentes comenzaron a reunirse para la reflexión y la educación. Se localizaron las tumbas anónimas de los hombres y, en 1991, se erigieron lápidas con fondos de una iglesia local. Las vigilias se llevaron a cabo en la intersección donde los hombres fueron linchados. En 2000, se formó un comité de base y comenzó a ofrecer oradores a grupos y escuelas. Decidió conmemorar el evento con un memorial. El Clayton Jackson McGhie Memorial, que incluye una pared de esquina y una plaza, se dedicó en 2003. Incluye tres estatuas de bronce de 2 m de los tres hombres. El Comité CJMM continúa trabajando por la justicia racial a través de actividades educativas, foros comunitarios y becas para jóvenes.

#### Incendio de Cloquet de 1918
En 1918, el incendio de Cloquet (llamado así por la ciudad cercana de Cloquet) se quemó en los condados de Carlton y el sur de St. Louis, destruyendo docenas de comunidades en el área de Duluth. El incendio fue el peor desastre natural en la historia de Minnesota en términos de la cantidad de vidas perdidas en un solo día. Muchas personas murieron en los caminos rurales que rodean el área de Duluth, y los relatos históricos hablan de víctimas que murieron mientras intentaban escapar del fuego. El News Tribune informó: "Se estima que 100 familias quedaron sin hogar por el incendio del sábado en el territorio conocido como Woodland District"... En la mayoría de los casos, las familias que perdieron sus hogares también perdieron la mayor parte o la totalidad de sus muebles y pertenencias personales, el tiempo limitado y los medios de transporte brindan pocas oportunidades para salvar algo que no sea una vida humana " La unidad de la Guardia Nacional con base en Duluth se movilizó en un esfuerzo heroico para combatir el fuego y ayudar a las víctimas, pero las tropas se vieron abrumadas por la enormidad del fuego.
El columnista y periodista retirado de Duluth News Tribune escribe que su madre "recordó una vigilia nocturna mirando por la ventana de su pequeña casa en la parte baja de Piedmont Avenue con su padre, sus hermanas menores se habían ido a dormir, listas para ser evacuadas a el paseo marítimo si surgiera la necesidad. El fuego nunca llegó tan lejos colina abajo, pero devastó lo que ahora es Piedmont Heights y, por supuesto, una amplia zona del noreste de Minnesota ". Tras el incendio, decenas de miles de personas quedaron heridas o sin hogar; muchos de los refugiados huyeron a la ciudad en busca de ayuda y refugio.

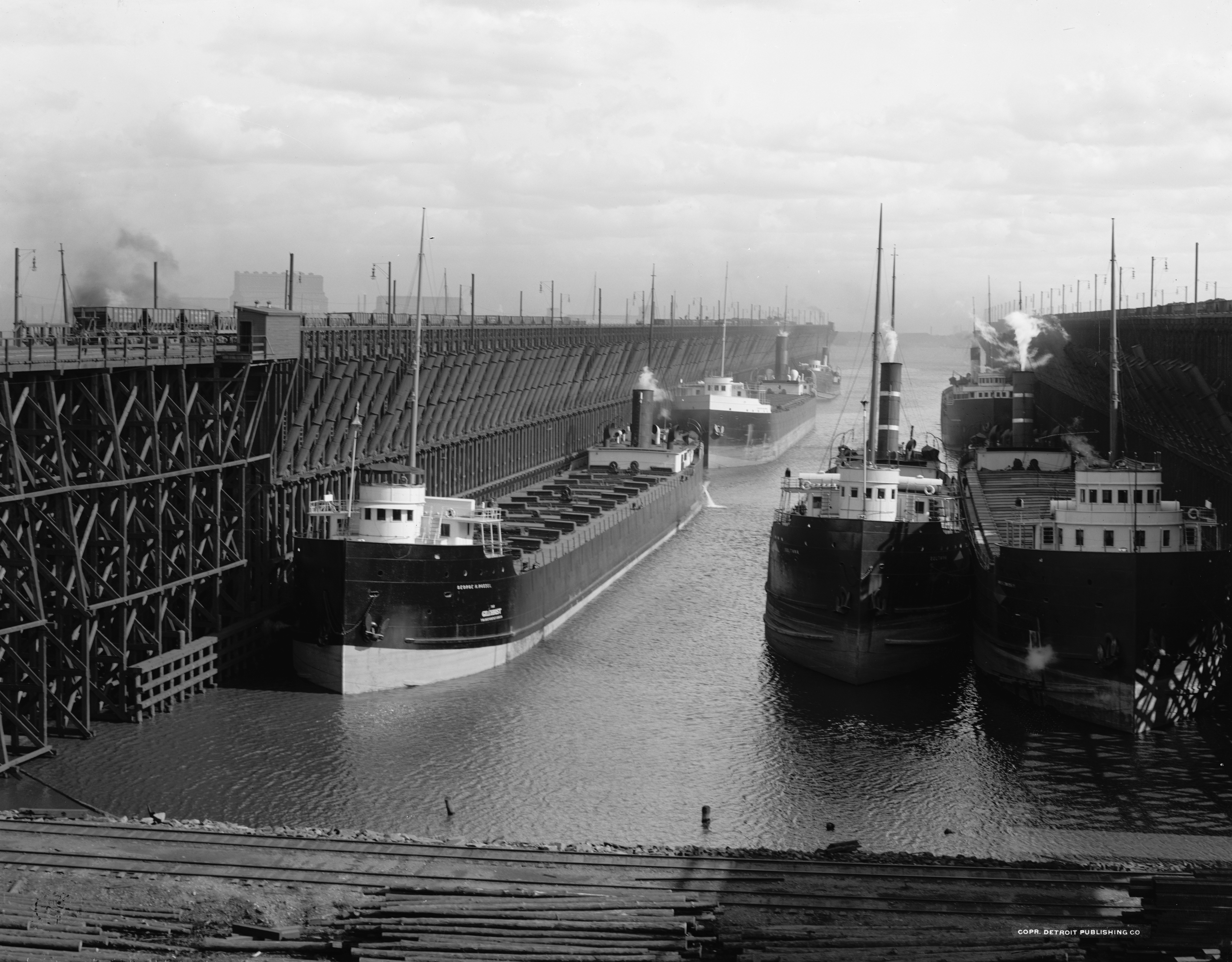
Muelles y cargueros de Duluth Ore circa 1900-1915

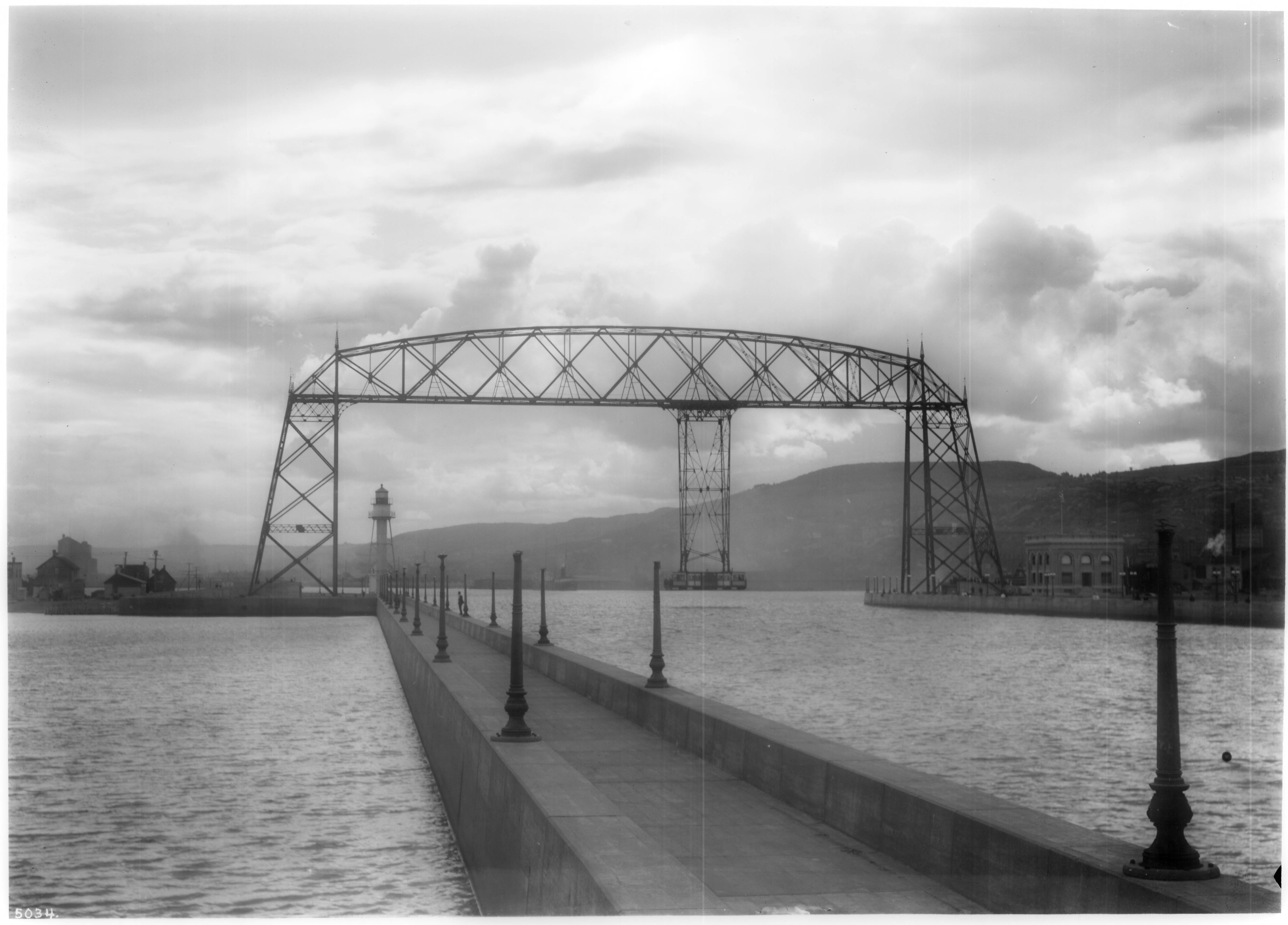
El Puente Aéreo, hacia 1920 (antes de la conversión a un puente de elevación vertical)

Durante la primera mitad del siglo XX, Duluth fue una ciudad portuaria en auge industrial dominada por varios elevadores de granos, una planta de cemento, un molino de clavos, molinos de alambre y la planta de Duluth Works. La manipulación y exportación de mineral de hierro, traído de Mesabi Range, era parte integral de la economía de la ciudad, así como de la industria del acero en el Medio Oeste, incluidas las ciudades manufactureras de Ohio.
El Puente Elevador Aéreo (anteriormente conocido como "Puente Aéreo" o "Puente de Ferry Aéreo") fue construido en 1905 y en ese momento se conocía como el primer puente transportador de los Estados Unidos; solo se construyó otro en el país. En 1929-1930, el tramo se convirtió en un puente levadizo vertical (también bastante poco común). La estructura se agregó al Registro Nacional de Lugares Históricos en 1973.
En 1916, después de que explotó la Primera Guerra Mundial, se construyó un astillero en el río Saint Louis. Un nuevo vecindario de trabajadores, hoy conocido como Riverside, se desarrolló alrededor de la gran operación. Se produjeron expansiones industriales similares durante la Segunda Guerra Mundial, cuando el gran puerto de Duluth y los vastos recursos naturales de la zona se pusieron a trabajar para el esfuerzo bélico. Se construyeron petroleros y cazasubmarinos (generalmente llamados "subcazadores") en el astillero de Riverside. La población de Duluth siguió creciendo en la década y media de la posguerra, alcanzando un máximo de 107.884 en 1960.

#### Declive económico

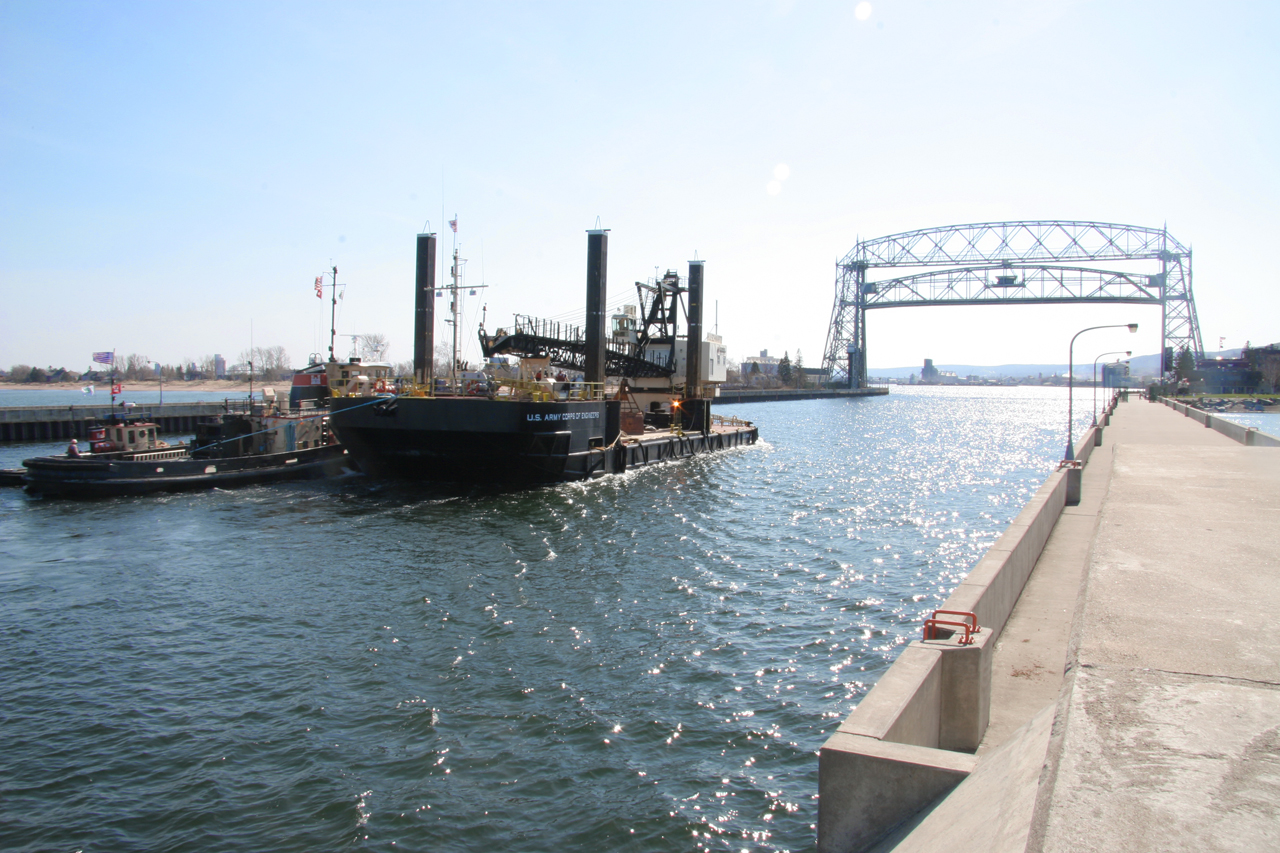
Canal Park con barcaza acercándose al puente levadizo

El declive económico comenzó en la década de 1950, cuando se agotó el mineral de hierro de alta ley en la Cordillera de Hierro al norte de Duluth; Los envíos de mineral desde el puerto de Duluth habían sido fundamentales para la economía de la ciudad. Los envíos de mineral de baja ley (taconita) continuaron, impulsados por la nueva tecnología de pellets de taconita, pero los envíos de mineral fueron menores en general.
En la década de 1970, Estados Unidos experimentó una crisis del acero, una recesión en el mercado mundial del acero y, como muchas ciudades del Rust Belt, Duluth entró en un período de reestructuración industrial. En 1981, US Steel cerró su planta de Duluth Works, un golpe a la economía de la ciudad cuyos efectos incluyeron el cierre de la empresa cementera, que había dependido de la planta siderúrgica para la materia prima (escoria). Siguieron más cierres en otras industrias, incluida la construcción naval y la maquinaria pesada. Al final de la década, las tasas de desempleo alcanzaron el 15 por ciento. La recesión económica fue particularmente dura en el lado oeste de Duluth, donde los trabajadores étnicos del este y sur de Europa habían vivido durante décadas.
Durante la década de 1980, estaban en marcha planes para extender la Interestatal 35 a través de Duluth y hasta North Shore, trayendo un nuevo acceso a la ciudad. El plan original requería que la carretera interestatal se extendiera a lo largo de la costa sobre una estructura de concreto elevada, bloqueando el acceso de la ciudad al Lago Superior. Kent Worley, un arquitecto paisajista local, escribió una carta apasionada al entonces alcalde Ben Boo pidiendo que se reconsiderara la ruta. El Departamento de Transporte de Minnesota acordó echar otro vistazo, con Worley Consulting. El nuevo plan requería que partes de la carretera pasaran por túneles, lo que permitió la preservación de Fitger's Brewery, Sir Ben's Tavern, Leif Erickson Park y Duluth's Rose Garden. La roca utilizada en el proyecto interestatal se utilizó para crear una extensa playa nueva a lo largo del lago Superior, a lo largo de la cual se construyó el Lakewalk de la ciudad.

### SigloXXI

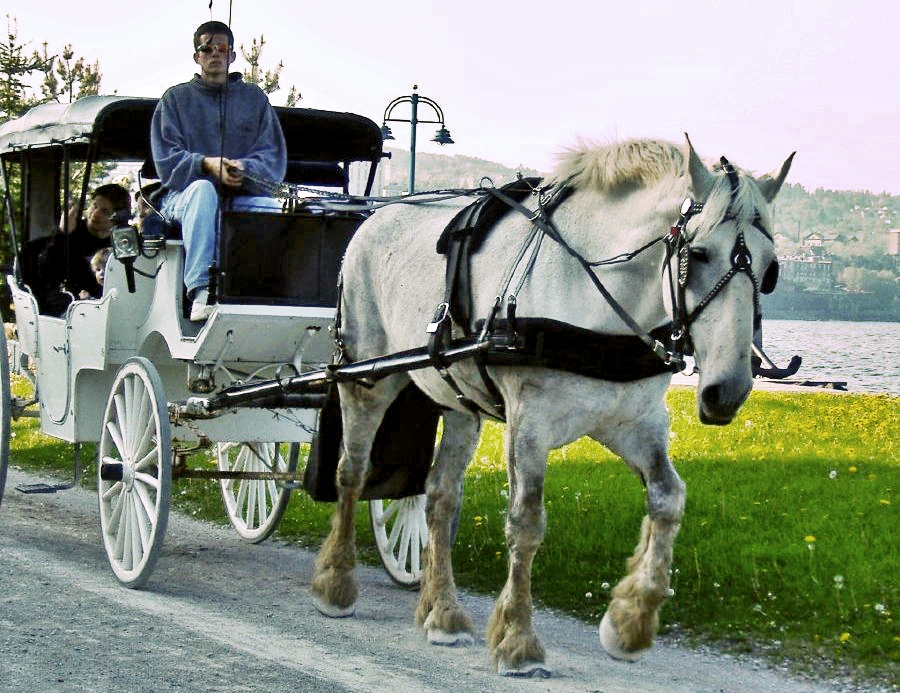
Paseo en carruaje por Canal Park Lakewalk

Con el declive del núcleo industrial de la ciudad, el enfoque económico local se desplazó gradualmente hacia el turismo. La interestatal trajo gente nueva a la comunidad. El centro de la ciudad fue renovado para enfatizar su carácter peatonal: las calles se pavimentaron con ladrillos rojos y se agregaron pasarelas y tiendas minoristas. La ciudad y los desarrolladores trabajaron con el carácter arquitectónico único de la zona, convirtiendo los antiguos almacenes a lo largo del paseo marítimo en cafés, tiendas, restaurantes y hoteles. Combinados con la nueva playa de rocas y Lakewalk, estos cambios desarrollaron el nuevo Canal Park como un distrito de moda orientado al turismo. La población de Duluth, que había disminuido desde 1960, se estabilizó en alrededor de 85.000 habitantes.
A principios del siglo XXI, Duluth se ha convertido en un centro regional de banca, compras minoristas y atención médica para el norte de Minnesota, el norte de Wisconsin y el noroeste de Míchigan. Se estima que más de 8000 puestos de trabajo en Duluth están directamente relacionados con sus dos hospitales. Las ofertas de arte y entretenimiento, así como la recreación durante todo el año y el entorno natural, han contribuido a la expansión de la industria turística. Unos 3,5 millones de visitantes cada año aportan más de 400 millones de dólares a la economía local.

#### Gentrificación del distrito artesanal
Más recientemente, un grupo de empresarios que han comenzado a reconstruir y revitalizar el área cultivó una colección de negocios de ideas afines en Lincoln Park, un antiguo vecindario de obreros en ruinas con altas tasas de desempleo y pobreza. Desde 2014 se han producido al menos 25 transacciones de bienes raíces comerciales y se han abierto 17 negocios, incluidos restaurantes, cervecerías, cafeterías y estudios de artistas. Debido a la revitalización del vecindario, muchos desarrolladores también están invirtiendo en proyectos de vivienda en previsión de un mayor crecimiento.

## Geografía
Según la Oficina del Censo de los Estados Unidos, la ciudad tiene un área total de 226,44 km²; 175,58 km² es tierra y 50,87 km² es agua. Es la segunda ciudad más grande de Minnesota por área terrestre, solo superada por Hibbing. De sus 226 km², 176 km², o 77,89%, es tierra y 50 km², o 22,11%, es agua. El canal de Duluth conecta el lago Superior con el puerto de Duluth-Superior y el río Saint Louis. Está atravesado por el puente de elevación aérea, que conecta Canal Park con Minnesota Point (o "Park Point"). Minnesota Point está a unas 11 km largo, y cuando se incluye con Wisconsin Point adyacente, que se extiende 5 km de la ciudad de Superior, Wisconsin, es el bar de boca de bahía de agua dulce más grande del mundo con un total de 16 km.

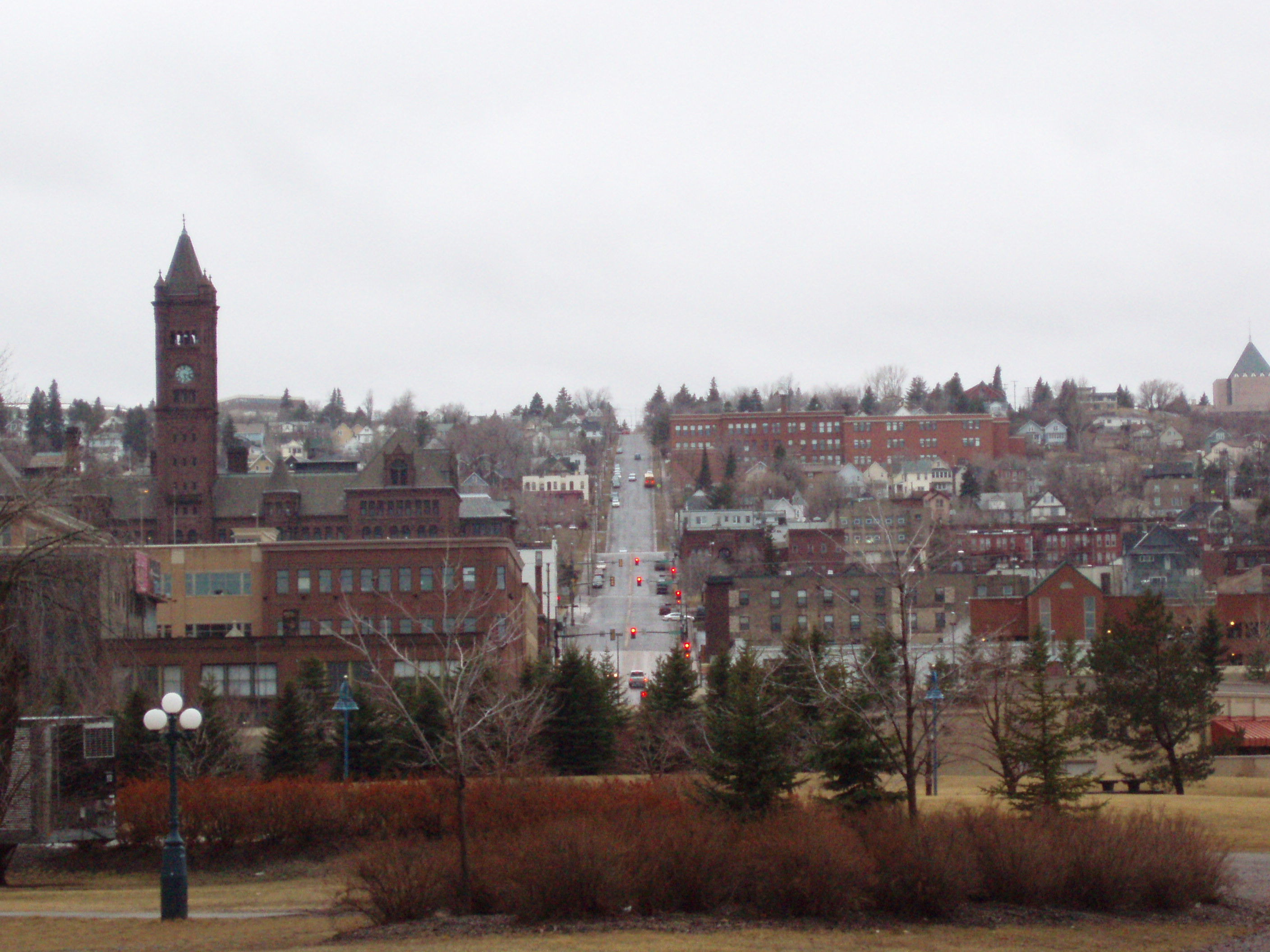
First Avenue East vista desde Lakewalk en Canal Park

La topografía de Duluth está dominada por una ladera empinada que asciende desde el lago Superior hasta las elevaciones del interior. A Duluth se le ha llamado "el San Francisco del Medio Oeste", en alusión a la topografía similar del agua a la cima de una colina de San Francisco. Esta similitud fue más evidente antes de la Segunda Guerra Mundial, cuando Duluth tenía una red de tranvías y un ferrocarril inclinado, el 7th Avenue West Incline Railway, que, como los teleféricos de San Francisco, subía una colina empinada. Los dos aeropuertos de Duluth ilustran el cambio de elevación. La estación meteorológica en el aeropuerto Sky Harbor junto al lago en Minnesota Point tiene una elevación de 607 pies (185 m), mientras que el Aeropuerto Internacional de Duluth, en la cima de la colina, tiene 820 pies (249,9 m) más alto a 1427 pies (434,9 m).

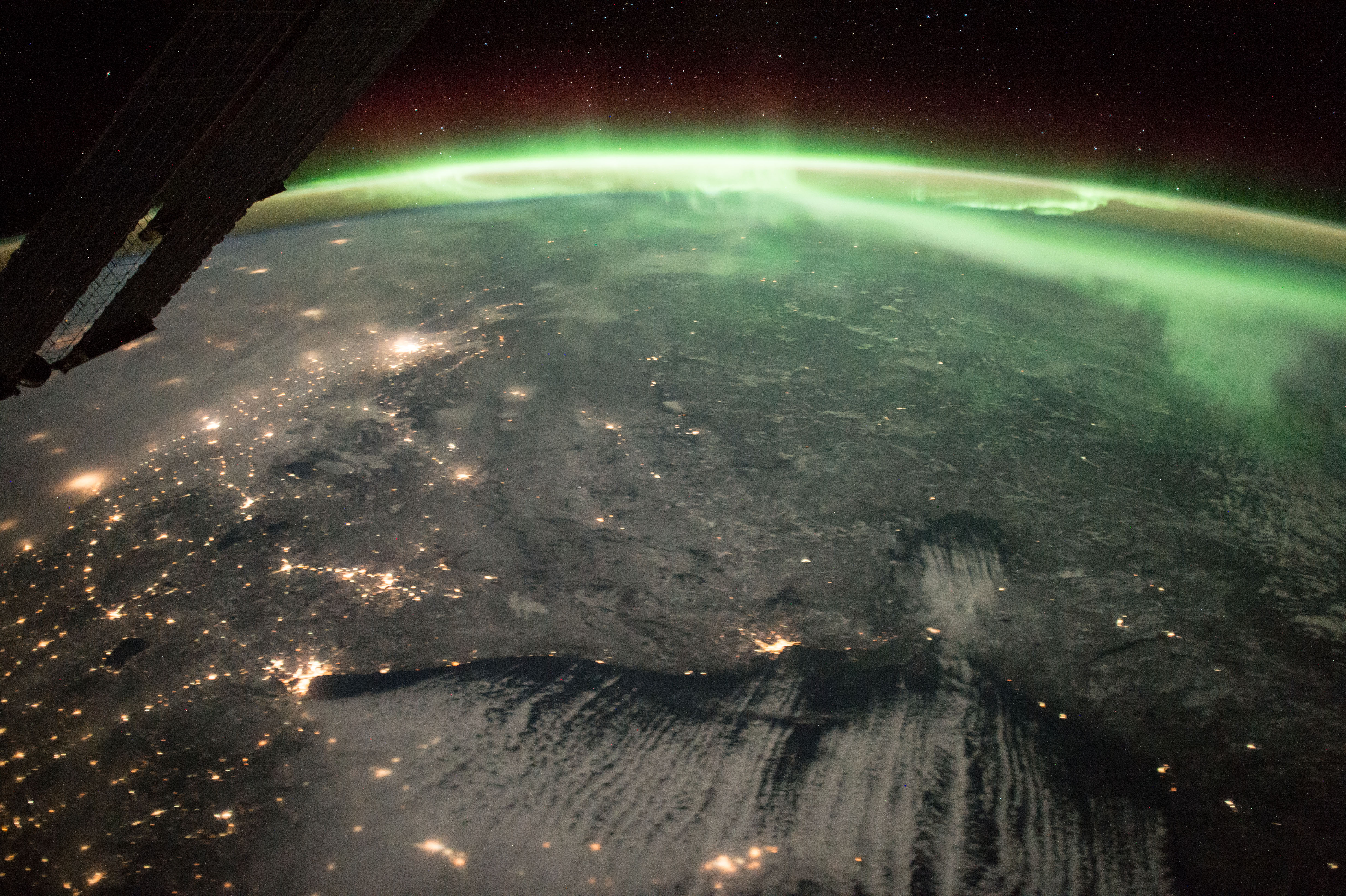
Vista desde la Estación Espacial Internacional, 2017. Duluth y la costa del lago Superior son visibles en el extremo izquierdo

Incluso a medida que la ciudad ha crecido, su población ha tendido a abrazar la costa del lago Superior, por lo que Duluth es principalmente una ciudad suroeste-noreste. El considerable desarrollo de la colina le ha dado a Duluth muchas calles empinadas. Algunos vecindarios, como Piedmont Heights y Bayview Heights, están en lo alto de la colina con vistas panorámicas de la ciudad. Skyline Parkway es una carretera escénica que se extiende desde Becks Road sobre el vecindario de Gary-New Duluth cerca del extremo occidental de la ciudad hasta el vecindario de Lester Park en el lado este. Atraviesa casi toda la longitud de Duluth y ofrece vistas del lago Superior, el puente de elevación aérea, el parque Canal y las muchas industrias que habitan el puerto interior más grande.
Una parte en desarrollo de la ciudad es el área de Miller Hill Mall y las franjas comerciales adyacentes de grandes tiendas minoristas "sobre la colina" a lo largo del corredor Miller Trunk Highway. El proyecto de reconstrucción de carreteras de 2009-10 en el área de Miller Hill de Duluth mejoró el movimiento a través del corredor de la autopista U.S. Highway 53 desde Trinity Road hasta Maple Grove Road. El proyecto de la carretera reconstruyó las carreteras de conexión, las intersecciones y las carreteras adyacentes. En 2013 se completó una nueva terminal de aeropuerto internacional como parte del Programa de Reconstrucción de Estímulos del gobierno federal.

### Historia geológica

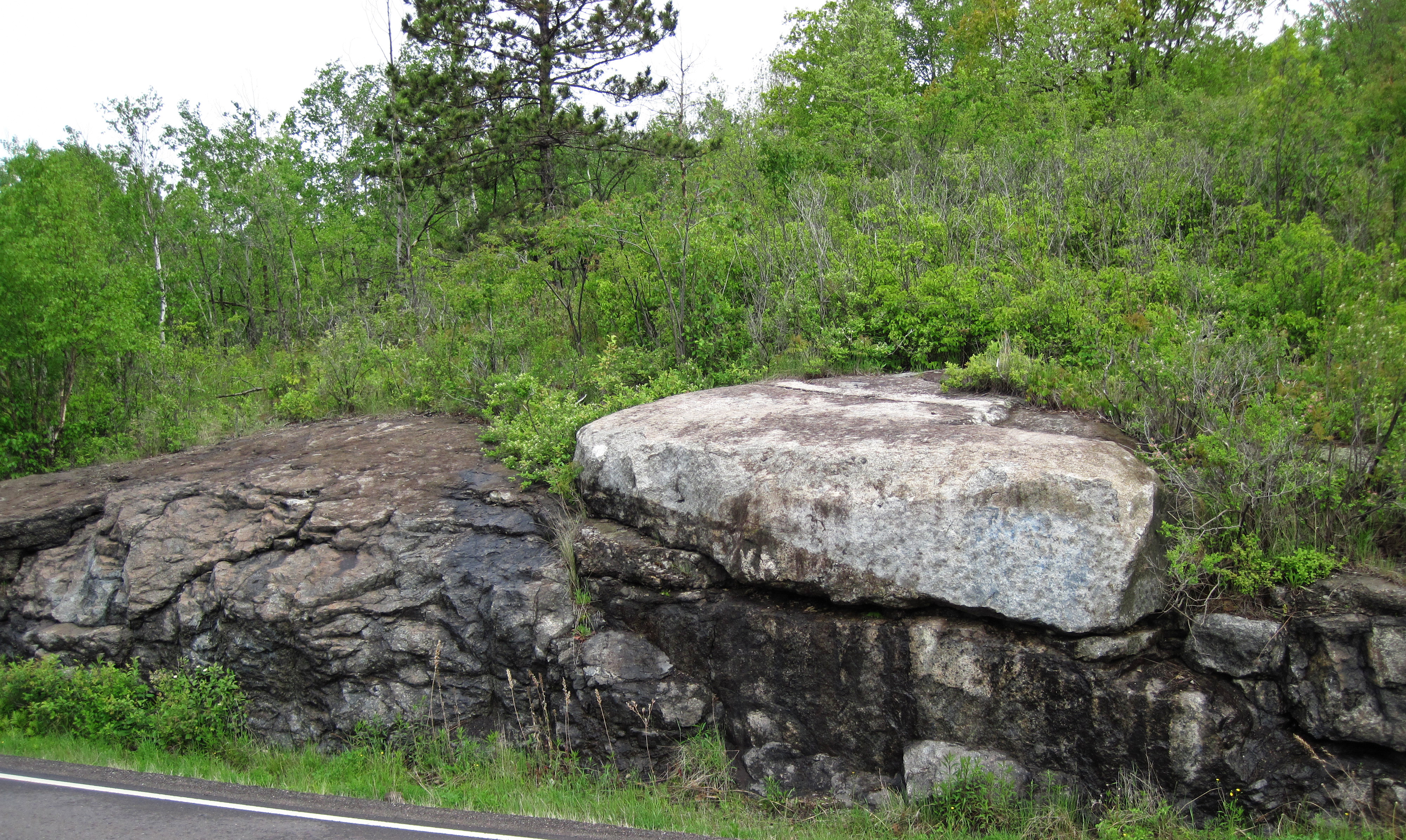
Gran xenolito de anortosita en ilmenita ofítica gabro, Duluth Complex, Keene Creek East Skyline Parkway roadcut, Duluth, Minnesota

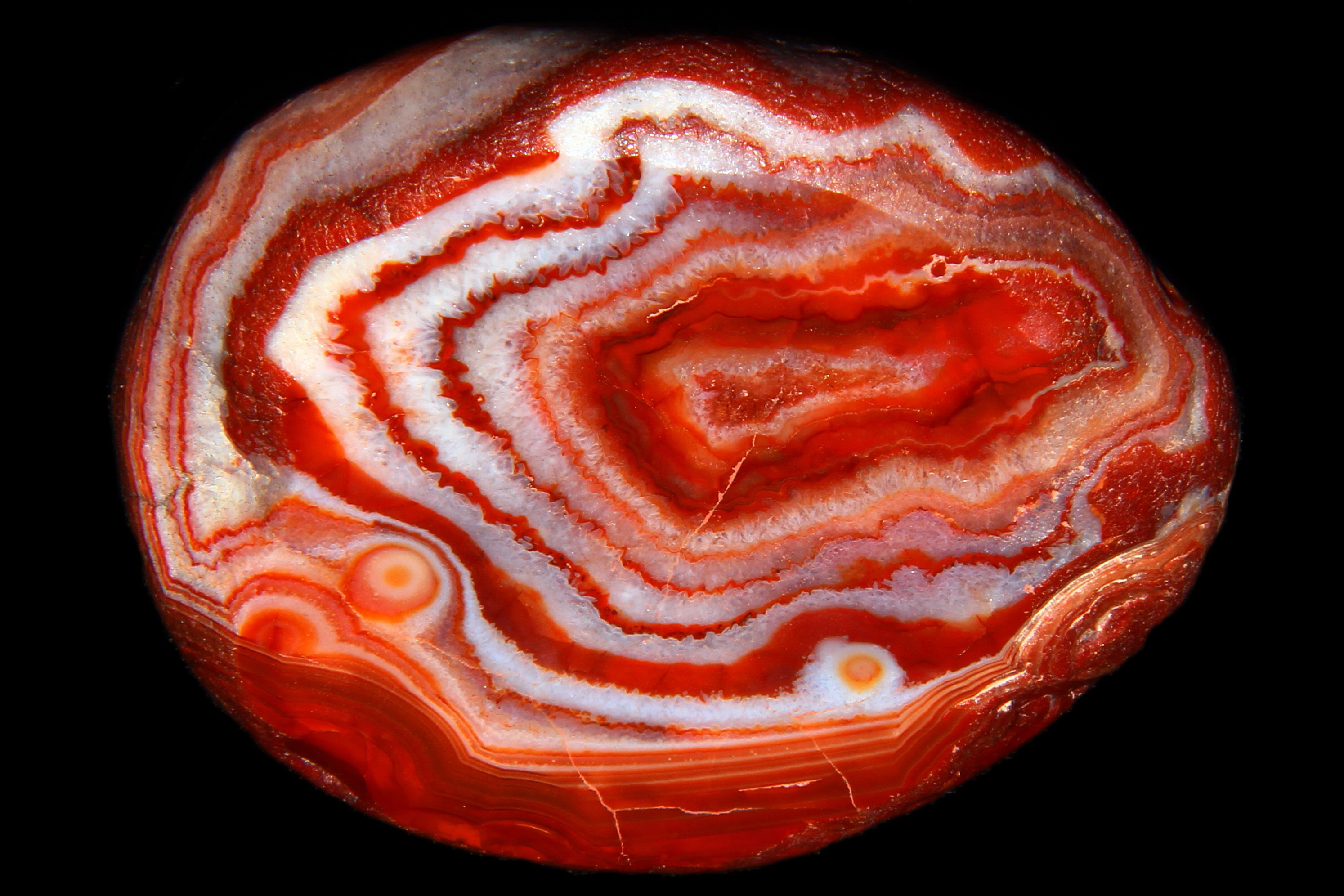
Ágata del lago Superior - Duluth, Minnesota

La geología de Duluth demuestra el Rift Midcontinent, formado cuando el continente de América del Norte comenzó a dividirse alrededor de 1,1 hace mil millones de años. A medida que la corteza terrestre se adelgazó, el magma se elevó hacia la superficie. Estas intrusiones formaron un 16 km (9,9 mi) de espesor láminas, principalmente de gabro, que se conoce como el Duluth Complex. Se puede ver una intrusión del Complejo Duluth en Enger Tower, que está construida sobre un pomo de gabro expuesto.
Los flujos de lava formaron las condiciones para la creación de ágatas del Lago Superior. A medida que la lava se solidificó, el gas atrapado dentro de los flujos formó una textura amigdaloidal (literalmente, roca llena de pequeñas vesículas). Posteriormente, el agua subterránea transportó minerales disueltos a través de las vesículas depositando bandas concéntricas de cuarzo de grano fino llamadas calcedonia. El esquema de color se debe a la concentración de hierro presente en el agua subterránea en el momento en que se depositaba cada nueva capa. El proceso continuó hasta que la cavidad se llenó por completo. Con el tiempo, la erosión liberó a las ágatas de la lava solidificada, que no es tan dura como el cuarzo.
La creación de la cuenca del Lago Superior refleja el poder erosivo de los glaciares continentales que avanzaron y retrocedieron sobre Minnesota varias veces en los últimos 2 años. millones de años. Las capas de hielo de una milla de espesor erosionaron fácilmente la piedra arenisca que llenaba el eje del valle del rift, pero encontraron más resistencia de las rocas ígneas que formaban los flancos del rift, ahora los márgenes de la cuenca del lago. Cuando el último glaciar se retiró, las aguas de deshielo llenaron el lago hasta 152 m encima del nivel actual; el Skyline Parkway sigue aproximadamente uno de los niveles más altos del antiguo Lago Superior, el Lago Glacial Duluth. La arenisca que enterró las rocas ígneas de la grieta está expuesta cerca de Fond du Lac. En un momento, una gran cantidad de canteras producían la piedra, vendida como Fond du Lac o piedra rojiza del lago Superior. Se usó ampliamente en los edificios de Duluth y también se envió a Mineápolis, Chicago y Milwaukee, donde también se usó ampliamente. La arenisca erosionada forma el fondo arenoso del lago y las orillas de Park Point.

### Clima

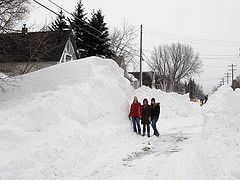
Ventisca de finales de invierno, marzo de 2007

Duluth tiene un clima continental húmedo (Köppen Dfb), ligeramente moderado por su proximidad al lago Superior. Los inviernos son largos, nevados y muy fríos, normalmente con temperaturas máximas que permanecen por debajo de 0 °C en 106 días (la segunda mayor cantidad de cualquier ciudad en los Estados Unidos contiguos detrás de International Falls), cayendo a −18 °C de 40 a 41 noches y con una capa de nieve constante desde finales de noviembre hasta finales de marzo. Las tormentas de invierno que pasan al sur o al este de Duluth a menudo pueden establecer un flujo hacia el este o noreste, lo que conduce a eventos ocasionales de nieve con efecto lago en ladera ascendente que traen 30 cm o más de nieve a la ciudad mientras áreas de 80 km tierra adentro reciben considerablemente menos. La nevada anual promedio es de 62,4 cm. El lago humea en el invierno cuando el aire húmedo y calentado por el lago en la superficie se eleva y se enfría, perdiendo parte de su capacidad de transporte de humedad.
Duluth ha sido llamada "La ciudad con aire acondicionado" debido al efecto refrescante del lago Superior durante el verano. Utilizando datos sobre la temperatura mínima mensual entre 1981 y 2010, la Administración Nacional Oceánica y Atmosférica desarrolló un informe de datos climáticos comparativos. Con una temperatura mínima mensual promedio mínima de 1,5 grados Fahrenheit (−16,9 °C) y una temperatura mínima mensual promedio máxima de 55,4 grados Fahrenheit (13,0 °C), Duluth resultó ser la quinta ciudad más fría de los Estados Unidos.
Los veranos son cálidos, aunque las noches son generalmente frescas, con temperaturas diurnas promedio de 25 °C en julio, con la misma cifra por encima de 80 grados Fahrenheit (26,7 °C) tierra adentro. Las temperaturas alcanzan o superan los 32 °C en promedio, solo dos días al año, mientras que la ciudad oficialmente solo ha visto 38 °C temperaturas en tres días, todo durante la ola de calor de julio de 1936, parte de los años del Dust Bowl. La frase "más fresco junto al lago" se puede escuchar a menudo en los pronósticos meteorológicos durante el verano, especialmente en los días en que se espera viento del este. También son comunes grandes variaciones locales debido al rápido cambio de elevación entre los casi 274 m colina y orilla. A menudo, esta variación se manifiesta como nieve en elevaciones más altas, mientras que la lluvia cae cerca del Lago Superior.
El hito de temperatura mínima en Duluth es −41 °C, establecido el 2 de enero de 1885, y la temperatura máxima registrada es de 41 °C, fijada el 13 de julio de 1936. En promedio, la primera temperatura de congelación se alcanza el 25 de septiembre y la última el 25 de mayo, aunque se ha producido una temperatura de congelación en agosto; la ventana promedio medible (≥ 0,3 cm) de la nieve es del 21 de octubre al 23 de abril.  En enero de 2019 Tracy Twine, profesora de la facultad de Tierra, Agua y Clima de la Universidad de Minnesota, dijo: «ya no esperamos jamás ver temperaturas por debajo de los 10 grados Fahrenheit −23 °C en Duluth.»

### Inundaciones de 2012
Del 19 al 20 de junio de 2012, Duluth sufrió la peor inundación de su historia, causada por 9 pulgadas (228,6 mm) de lluvia a lo largo de treinta horas. Combinado con sus sedimentos rocosos, suelo duro y 43 arroyos y riachuelos, la ciudad no pudo soportar las lluvias masivas. El alcalde Don Ness declaró el estado de emergencia y solicitó asistencia nacional. El gobernador de Minnesota, Mark Dayton, declaró el estado de emergencia y envió a la Guardia Nacional y la Cruz Roja para ayudar en los esfuerzos de socorro. Se abrieron varios sumideros en toda la ciudad, causando daños masivos a la propiedad. Varios pies de agua estancada se acumularon en muchos callejones y estacionamientos de la ciudad. Las calles se convirtieron en rápidos y muchos caminos se partieron debido al fuerte flujo de agua. Una parte de West Skyline Parkway se derrumbó colina abajo, aislando un vecindario. El río Saint Louis, en el vecindario Fond du Lac de Duluth, inundó la autopista 23, aislando también ese vecindario y dañando carreteras y puentes.
El zoológico del lago Superior se inundó en las primeras horas del 20 de junio; 11 animales de corral se ahogaron, al igual que un buitre de pavo, un cuervo y un búho nival. El aumento de las aguas permitió a un oso polar escapar de su exhibición, aunque rápidamente fue encontrada en los terrenos del zoológico, tranquilizada y trasladada a un lugar seguro. Dos focas del puerto escaparon de los terrenos del zoológico, pero luego fueron encontradas en Grand Avenue. Los tres animales fueron trasladados al zoológico de Como Park en Saint Paul por un tiempo temporal, pero indeterminado. El oso polar fue transferido al zoológico de Kansas City a fines de 2012 como parte de la recomendación de reproducción del Programa de supervivencia de especies de la Asociación Zoológica Americana (AZA).

### Tornado de 2012
Los tornados son poco comunes en Duluth, considerando su latitud y ubicación junto al Lago Superior, que modera el clima. Sin embargo, el 9 de agosto de 2012 alrededor de las 11 a. m., Un tornado tocó tierra en Minnesota Point. Originalmente había comenzado como una tromba marina en Superior Bay, 3 km del aeropuerto Sky Harbor, pero brevemente se abrió camino hacia la costa del banco de arena, convirtiéndolo en un verdadero tornado. Se disipó rápidamente, pero pronto aterrizó de nuevo en la Isla Barker de Superior, donde nuevamente se disipó rápidamente. No causó daños graves; el tornado se clasificó como EF0 en la escala Fujita mejorada. En ese momento, el Servicio Meteorológico Nacional informó que era el primer tornado de Duluth. Investigaciones posteriores mostraron que hace más de 60 años, el 26 de mayo de 1958, Duluth sufrió un "tornado en miniatura" que derrumbó un garaje y dañó dos cabañas en la zona del lago. Duró solo cinco minutos. El News-Tribune informó sobre un posible torbellino el 11 de julio de 1935: "Un tornado en miniatura azotó el corazón del distrito de Gary-New Duluth poco antes de las 8 de la mañana de ayer, arrasando en la ciudad con las alas de una lluvia torrencial. de cobertizos de carbón (y) un garaje de marco y causando daños generales a los árboles en los alrededores. La oficina meteorológica de los Estados Unidos no tenía forma de registrar oficialmente el tornado, ya que el fuerte viento se había limitado al distrito de Gary-New Duluth ".
| Parámetros climáticos promedio de Duluth International Airport, Minnesota (normales 1991–2020 normals, extremos 1871–presente) | Parámetros climáticos promedio de Duluth International Airport, Minnesota (normales 1991–2020 normals, extremos 1871–presente) | Parámetros climáticos promedio de Duluth International Airport, Minnesota (normales 1991–2020 normals, extremos 1871–presente) | Parámetros climáticos promedio de Duluth International Airport, Minnesota (normales 1991–2020 normals, extremos 1871–presente) | Parámetros climáticos promedio de Duluth International Airport, Minnesota (normales 1991–2020 normals, extremos 1871–presente) | Parámetros climáticos promedio de Duluth International Airport, Minnesota (normales 1991–2020 normals, extremos 1871–presente) | Parámetros climáticos promedio de Duluth International Airport, Minnesota (normales 1991–2020 normals, extremos 1871–presente) | Parámetros climáticos promedio de Duluth International Airport, Minnesota (normales 1991–2020 normals, extremos 1871–presente) | Parámetros climáticos promedio de Duluth International Airport, Minnesota (normales 1991–2020 normals, extremos 1871–presente) | Parámetros climáticos promedio de Duluth International Airport, Minnesota (normales 1991–2020 normals, extremos 1871–presente) | Parámetros climáticos promedio de Duluth International Airport, Minnesota (normales 1991–2020 normals, extremos 1871–presente) | Parámetros climáticos promedio de Duluth International Airport, Minnesota (normales 1991–2020 normals, extremos 1871–presente) | Parámetros climáticos promedio de Duluth International Airport, Minnesota (normales 1991–2020 normals, extremos 1871–presente) | Parámetros climáticos promedio de Duluth International Airport, Minnesota (normales 1991–2020 normals, extremos 1871–presente) |
| Mes | Ene. | Feb. | Mar. | Abr. | May. | Jun. | Jul. | Ago. | Sep. | Oct. | Nov. | Dic. | Anual |
| --- | --- | --- | --- | --- | --- | --- | --- | --- | --- | --- | --- | --- | --- |
| Temp. máx. abs. (°C) | 12.8 | 14.4 | 27.2 | 31.1 | 35 | 36.1 | 41.1 | 36.1 | 36.1 | 30 | 23.9 | 13.3 | 41.1 |
| Temp. máx. media (°C) | -6.7 | -4 | 2.3 | 9.6 | 17.2 | 22.3 | 25.4 | 24.3 | 19.6 | 11.5 | 2.8 | -4.1 | 10 |
| Temp. media (°C) | -11.6 | -9.2 | -2.8 | 4.2 | 11.1 | 16.2 | 19.4 | 18.6 | 14 | 6.7 | -1.2 | -8.3 | 4.8 |
| Temp. mín. media (°C) | -16.4 | -14.4 | -7.9 | -1.2 | 5 | 10.1 | 13.4 | 12.9 | 8.5 | 2 | -5.3 | -12.4 | -0.5 |
| Temp. mín. abs. (°C) | -40.6 | -39.4 | -33.9 | -20.6 | -8.9 | -2.8 | 1.7 | 0 | -5 | -14.4 | -33.9 | -37.2 | -40.6 |
| Precipitación total (mm) | 24.1 | 25.7 | 37.1 | 64.3 | 85.6 | 111.5 | 99.6 | 94.7 | 88.4 | 73.9 | 49.8 | 37.3 | 792 |
| Nevadas (cm) | 42.7 | 38.4 | 32.5 | 23.1 | 2 | 0 | 0 | 0 | 0.3 | 6.9 | 35.8 | 47.5 | 229.1 |
| Días de precipitaciones (≥ 0.2 mm)                                                                                             | 10.4 | 8.9 | 9.6 | 11.3 | 12.7 | 12.4 | 11.9 | 10.8 | 11.6 | 11.9 | 11.0 | 10.7 | 133.2 |
| Días de nevadas (≥ 0.2 cm) | 13.1 | 10.9 | 8.0 | 5.7 | 0.6 | 0.0 | 0.0 | 0.0 | 0.1 | 2.1 | 9.0 | 12.9 | 62.4 |
| Horas de sol | 132.7 | 149.7 | 190.7 | 229.5 | 263.5 | 272.8 | 307.5 | 261.8 | 194.0 | 150.4 | 98.5 | 102.3 | 2353.4 |
| Humedad relativa (%) | 72.0 | 69.8 | 69.3 | 63.6 | 62.7 | 69.5 | 70.9 | 74.5 | 75.7 | 71.4 | 74.9 | 76.3 | 70.9 |
| Fuente: NOAA (humedad y horas de sol 1961–1990)                                                                                | | | | | | | | | | | | | |

## Economía

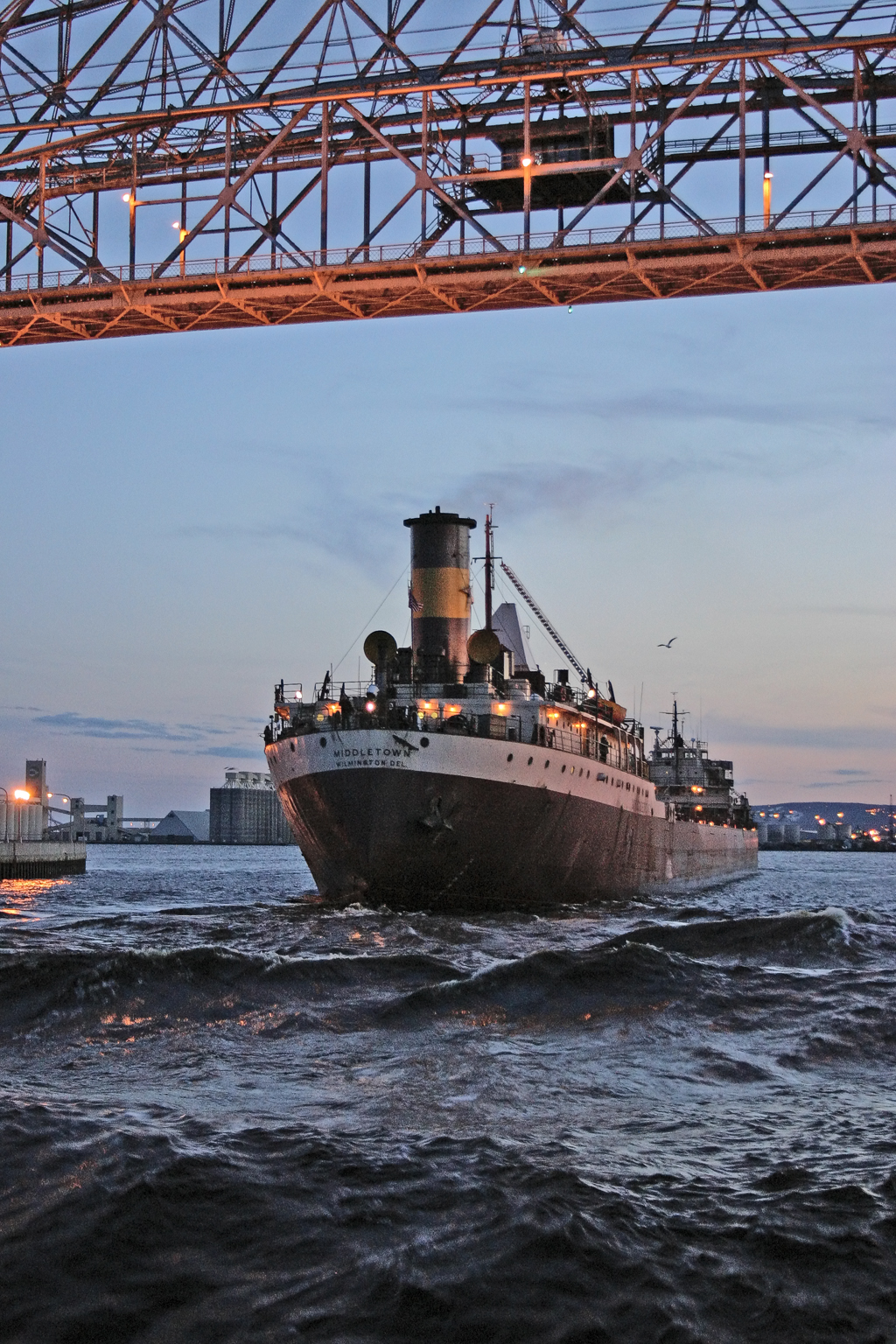
SS Middletown debajo del puente aéreo de Duluth

Duluth es el principal centro regional de atención médica, educación superior, comercio minorista y servicios comerciales, no solo de su propia área inmediata, sino también de un área más grande que abarca el noreste de Minnesota, el noroeste de Wisconsin y el oeste de la península superior de Míchigan. También es un importante centro de transporte para el transbordo de carbón, taconita, productos agrícolas, acero, piedra caliza y cemento. En los últimos años ha experimentado un fuerte crecimiento en el transbordo de componentes de turbinas eólicas que van y vienen de fabricantes en Europa y Dakota del Norte y de maquinaria industrial de gran tamaño fabricada en todo el mundo y destinada a los proyectos de extracción de petróleo de arenas bituminosas en el norte de Alberta. El Puerto de Duluth maneja un promedio de 35 millones de toneladas cortas de carga y casi 900 visitas de embarcaciones cada año. 90% de los barcos del puerto son "Lakers", barcos que envían mercancías exclusivamente entre los cuatro Grandes Lagos superiores y son demasiado grandes para transitar por el Canal Welland. El 10% son "Salties", barcos que pueden atravesar la vía marítima desde el Océano Atlántico.
Duluth ha atraído a varias nuevas empresas de ingeniería, incluidas TKDA, Barr Engineering, LHB, Enbridge y Lake Superior Consulting, así como nuevas empresas emergentes en varios campos, incluida Loll Designs, una empresa de muebles ecológicos y la microcervecería Bent Paddle. La cadena minorista de ropa femenina Maurices también tiene su sede en Duluth. En 1989, se fundó la marca de ropa de trabajo y accesorios Duluth Trading Company en una barcaza en el distrito marítimo de la ciudad. La empresa trasladó su sede al sur de Wisconsin en 2000.
Duluth es un centro de biología y ciencias acuáticas. La ciudad alberga el Laboratorio de la División de Ecología del Continente Medio de la EPA y la Universidad de Minnesota – Duluth. Estas instituciones han generado muchos negocios de importancia económica y científica que apoyan la economía de Duluth. Una breve lista de estos negocios incluye ERA Laboratories, LimnoLogic, ASci Corporation, Environmental Consulting and Testing y Ecolab.
La ciudad es popular para el turismo. Duluth es una base conveniente para viajes a la pintoresca North Shore a través de la autopista 61 y a destinos de pesca y vida silvestre en el extremo norte de Minnesota, incluido el Bosque Nacional Superior, el lago Vermilion y el área de canoas Boundary Waters. Los turistas también pueden conducir en North Shore Scenic Drive hasta el Parque Estatal Gooseberry Falls, Baptism Falls (la cascada más grande de Minnesota), el acantilado vertical de Palisade Head, el Parque Nacional Isle Royale (al que se llega en ferry), el Monumento Nacional Grand Portage en Grand Portage y High Falls of the Pigeon River (en la frontera entre Canadá y Estados Unidos). Se puede llegar a Thunder Bay, Ontario, siguiendo la autopista hacia Canadá a lo largo del Lago Superior.
En 2006, se formó un grupo de trabajo voluntario para administrar las crecientes obligaciones de beneficios de atención médica de los jubilados que amenazaban con llevar a la ciudad a la bancarrota. El alcalde Don Ness lo llamó "el esfuerzo voluntario más importante en la historia de nuestra ciudad". Después de reformar y reestructurar los beneficios y un caso judicial que llegó hasta la Corte Suprema de Minnesota, en 2013 la responsabilidad se estimó en $ 191 millón. En 2014, el alcalde anunció "una solución completa para el problema de la atención médica de los jubilados que una vez amenazó con llevar a nuestra ciudad a la bancarrota".

### Aviación
En el verano de 1913, se inauguró el primer servicio aéreo más pesado que el aire del mundo en forma de un hidroavión biplano llamado Lark of Duluth, que ofrecía paseos por el puerto de Duluth. No fue un éxito comercial, los vuelos terminaron más tarde ese verano cuando el diseñador del motor de la aeronave lo estrelló. Después de ser comprado y utilizado para vuelos programados en Florida, el avión regresó a Duluth y otros lugares para vuelos de pasajeros en 1914, hasta que finalmente fue dañado en un aterrizaje forzoso más tarde ese año en California y declarado insalvable. Una réplica de la Alondra de Duluth de 1913 fue construida y volada por el Instituto de Aviación de Duluth en 2013, para conmemorar el centenario de la aviación comercial.
Varias corporaciones multinacionales de aviación operan cerca de Duluth. Desde 1994, la ciudad ha sido la sede y la principal planta de fabricación de Cirrus Aircraft, cuyos más de 1500 empleados construyen el avión de aviación general más vendido del mundo, el SR22, y el primer jet personal monomotor del mundo. el Vision SF50. James Fallows, corresponsal nacional de The Atlantic, dijo que el rápido crecimiento de Cirrus en Duluth a lo largo de los años "fue un factor importante en el surgimiento moderno de la ciudad". La empresa es el mayor fabricante de Duluth. En 2012, otro fabricante de aviones, Kestrel Aircraft, fabricante del avión turbohélice K-350 y ahora conocido como ONE Aviation, se mudó a Twin Ports. Más tarde ese año, AAR Corp abrió una instalación de reparación y mantenimiento de aeronaves en el aeropuerto de Duluth.
En enero de 2013, el Aeropuerto Internacional de Duluth abrió una nueva terminal, ahora llamada "Terminal Representante de EE. UU. James L. Oberstar" en honor al fallecido Jim Oberstar.
La 148.ª Ala de Cazas de la Guardia Nacional Aérea tiene su sede en Duluth y fue en 2016 el séptimo mayor empleador de la ciudad. Es una de las pocas unidades de la Guardia Nacional con una asociación activa, lo que en el caso de la 148 significa tener la capacidad de brindar entrenamiento a los pilotos de la Fuerza Aérea. El 179 ° Escuadrón de Cazas es una unidad del 148 °.

## Arte y cultura
Las atracciones locales incluyen una variedad de artes y literatura. Los museos incluyen el Tweed Museum of Art de la Universidad de Minnesota Duluth y el Karpeles Manuscript Library Museum. El principal centro de arte comunitario es el Duluth Art Institute, con galerías, un estudio de fibra y un cuarto oscuro en el centro de Depot y estudios de cerámica y de usos múltiples en el vecindario de Lincoln Park. Varias galerías de arte locales también se encuentran en el centro y en Canal Park. La Biblioteca Pública de Duluth tiene tres ubicaciones. Duluth también es la sede de una compañía de ballet profesional, el Ballet de Minnesota. Duluth comparte una orquesta sinfónica, la Duluth Superior Symphony Orchestra, con la ciudad de Superior, en Wisconsin. En verano, a menudo se celebran conciertos gratuitos en Chester Park, donde los músicos locales tocan para la multitud. El Bayfront Blues Festival se lleva a cabo a principios de agosto.
Duluth disfruta de varias compañías de teatro locales, como The Duluth Playhouse, uno de los teatros comunitarios operativos más antiguos de los Estados Unidos. Fundadas en 1914, las oficinas principales de Playhouse y dos de sus teatros se encuentran en el histórico Depot Building en Michigan Street. The Playhouse tiene una temporada teatral completa en múltiples escenarios, incluido el Teatro Nor Shor de Duluth a partir de abril de 2018. También cuenta con un reconocido programa educativo.
Desde 2004, Duluth ha celebrado el Orgullo Gay con un desfile el fin de semana del Día del Trabajo. Desde 1998, la ciudad ha celebrado el Festival de Música Homegrown la primera semana de mayo. El festival presenta más de 170 actos musicales locales que se presentan en toda la ciudad. Las rocas de la escuela secundaria Junior Achievement - Battle of the Bands presenta bandas de escuelas intermedias y secundarias desde el centro de Minnesota hasta la frontera entre Canadá y Estados Unidos y el norte de Wisconsin y se lleva a cabo en el DECC a mediados de abril. Duluth también alberga los premios Northeastern Minnesota Book Awards, en honor a los libros sobre la región. Pronto será renovado, el NorShor Theatre será un centro de arte y entretenimiento en el centro de la ciudad que traerá una amplia variedad de artistas locales, regionales y nacionales.
El NorShor Theatre es un histórico palacio de cine en Superior Street que se está restaurando para su uso como lugar de actuación. El lugar centenario generalmente se considera un hito local. Una vez que se complete la restauración, servirá como un centro de arte y entretenimiento en el distrito del centro. Será un lugar de tamaño mediano administrado por Duluth Playhouse que ofrecerá instalaciones de última generación para artistas locales, regionales y nacionales.

### Atracciones

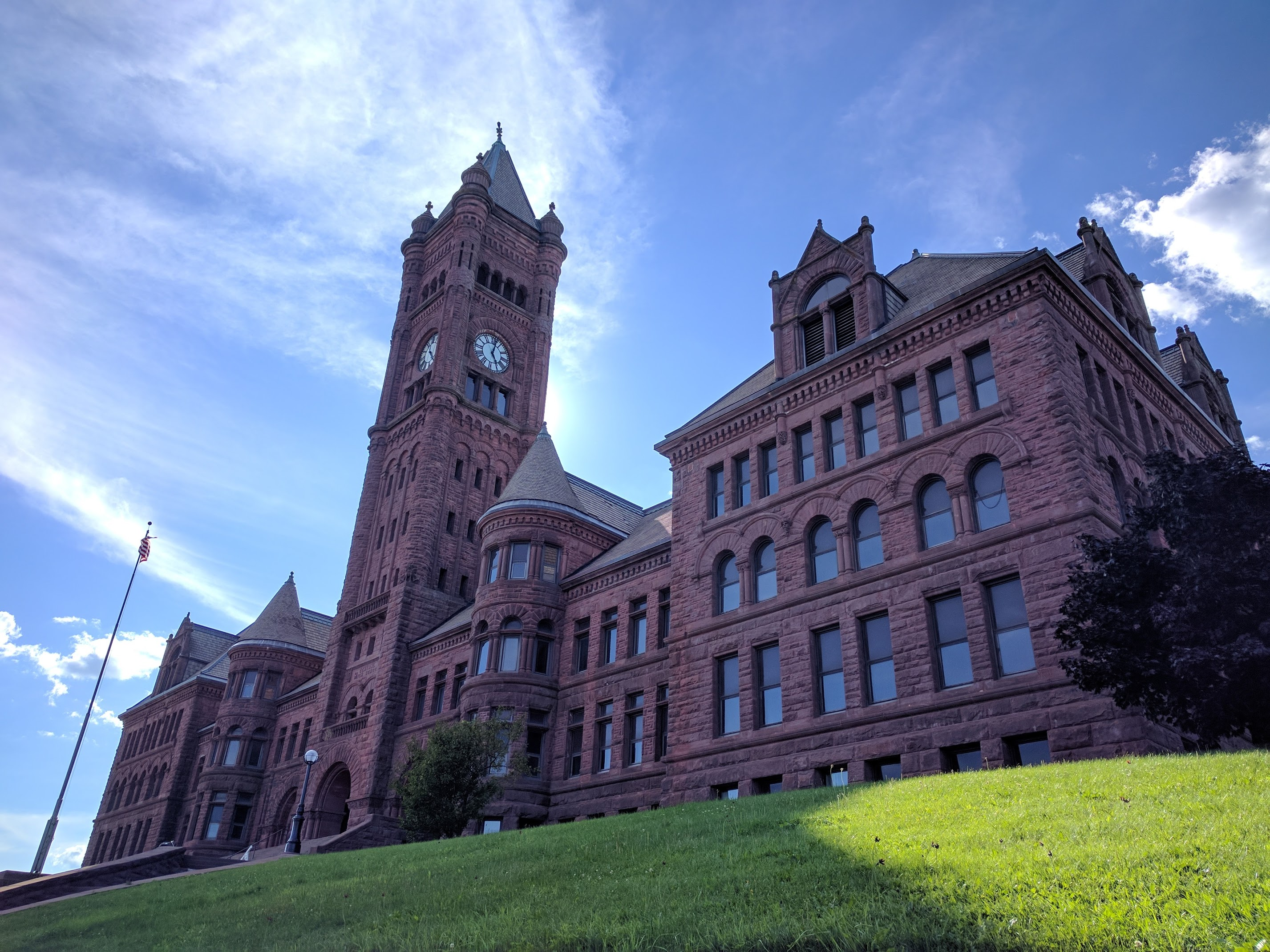
El edificio histórico de la Old Central High School

El edificio histórico de la Old Central High School, construida en 1892 con piedra arenisca extraída localmente a un costo de 460 000 dólares, alberga un museo de aula de la década de 1890. Cuenta con 70 m la torre del reloj con campanillas inspiradas en el Big Ben de Londres; las caras del reloj son cada una de 3 m de diámetro, con vistas al puerto de Duluth.
El Puente de elevación aérea, que atraviesa el Canal de barcos de Duluth hasta el puerto de Duluth, es un puente de elevación vertical. Originalmente era un puente de transferencia aérea extremadamente raro, un puente que se desliza una "góndola" en forma de canasta de un lado a otro para transferir personas y vehículos de un lado a otro. El naufragio del Thomas Wilson, un barco de mineral de lomo de ballena clásico de principios del siglo XX, se encuentra bajo el agua a menos de 1,6 km fuera del canal de navegación del puerto de Duluth. El de 185,9 m antiguo barco de mineral William A Irvin es un barco museo a lo largo del paseo marítimo de Duluth.
Duluth es el punto de partida de la ruta escénica North Shore of Lake Superior que va desde Duluth, en el extremo suroeste del lago, hasta Thunder Bay y Nipigon, en el norte, y Sault Ste. Marie en el este. La ruta ya era un destino turístico popular después de 1855, cuando el sistema de esclusas de los Grandes Lagos permitió por primera vez la entrada de barcos de vapor en el lago y los turistas orientales comenzaron a viajar hacia el Lago Superior con fines recreativos. A mediados de la década de 1870, muchos barcos de excursión, vapores costeros y transbordadores corrían a lo largo de North Shore, principalmente desde Duluth y Thunder Bay. Después de atracar en Duluth, iban en canoa o en transbordador por la costa norte, permaneciendo en campamentos de caza y pesca, y luego en hoteles y pequeñas cabañas.

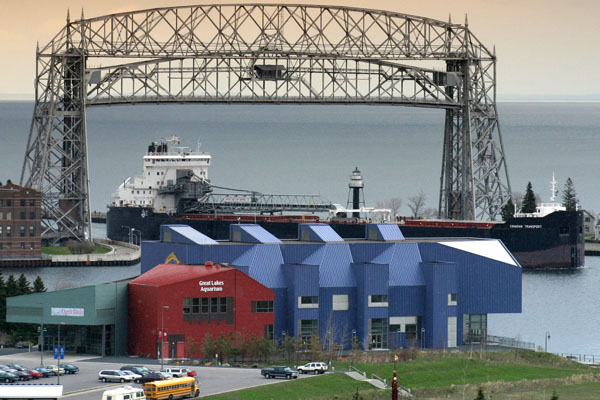
Acuario de los Grandes Lagos con puente de elevación vertical

El Acuario de los Grandes Lagos se encuentra en el Duluth Waterfront Park. Un acuario de agua dulce, presenta animales y hábitats que se encuentran en la cuenca de los Grandes Lagos y otros ecosistemas de agua dulce como el río Amazonas. El acuario alberga 205 especies diferentes de peces, aves, reptiles, anfibios y mamíferos. Es uno de los pocos acuarios en los Estados Unidos que se enfoca en exhibiciones de agua dulce.

#### Zoológico del Lago Superior
El zoológico Lake Superior de 16 acres ofrece actividades recreativas durante todo el año y presenta animales de todo el mundo, incluidos tigres de Amur, leopardos de las nieves, leones africanos, osos pardos, canguros y lobos grises, además de una variedad de aves, reptiles, primates y animales de corral. El zoológico ofrece programas de aprendizaje y presenta regularmente eventos especiales.

#### Museo del Ferrocarril del Lago Superior

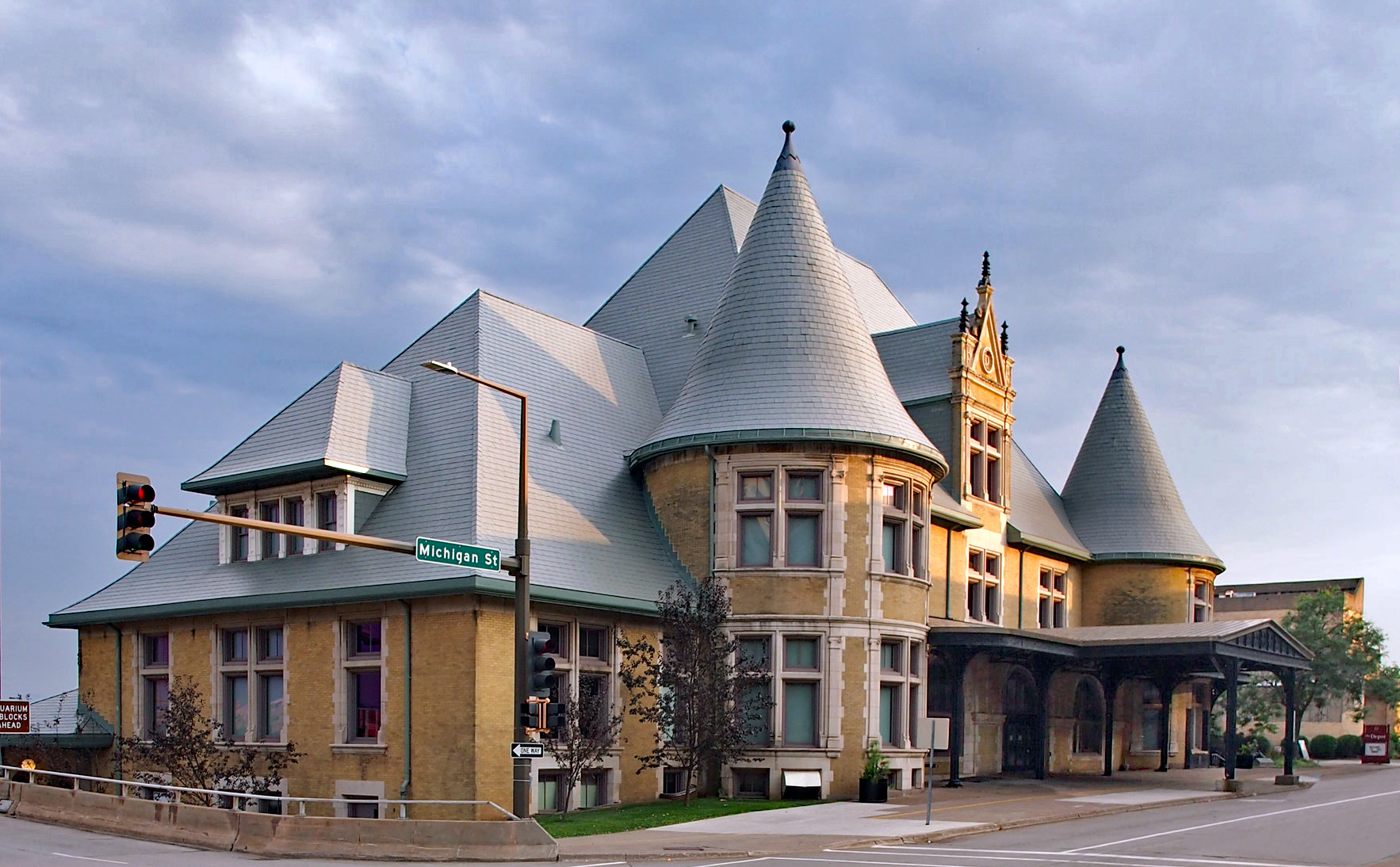
Duluth Depot

El Museo del Ferrocarril del Lago Superior se encuentra en Duluth Union Depot. Tiene siete locomotoras a vapor, 14 diésel y dos eléctricas, y más de 40 piezas de material rodante más. La colección incluye William Crooks, la primera locomotora en operar en el estado de Minnesota, y Duluth, Missabe and Iron Range Railway Número 227, una locomotora "Yellowstone" que estuvo entre las máquinas de vapor más grandes de la historia. Solo se construyeron 18 Yellowstones, y Duluth exhibe uno de los tres que quedan.

#### Conteo de aves rapaces de Hawk Ridge
Minnesota se encuentra en el camino de muchas rutas migratorias de aves, y las aves migratorias pasan sobre el estado en gran número. Hawk Ridge, en Skyline Parkway, es uno de los mejores lugares del país para observar aves rapaces migratorias. Según el Departamento de Recursos Naturales de Minnesota, Hawk Ridge "ha atraído a visitantes de los 50 estados y 40 países. Desde el Día del Trabajo hasta octubre, los visitantes vienen para disfrutar de las espectaculares vistas del lago Superior y de los deslumbrantes destellos de las altas calderas (grupos) de aves rapaces que ascienden en espiral hasta donde alcanza la vista ". En una cresta cercana, voluntarios y anilladores de aves con licencia capturan aves rapaces en redes y las anudan. Grandes multitudes se reúnen para observar las aves capturadas y ayudar a liberarlas. El personal y los voluntarios de Hawk Ridge están disponibles para ofrecer información y responder preguntas.

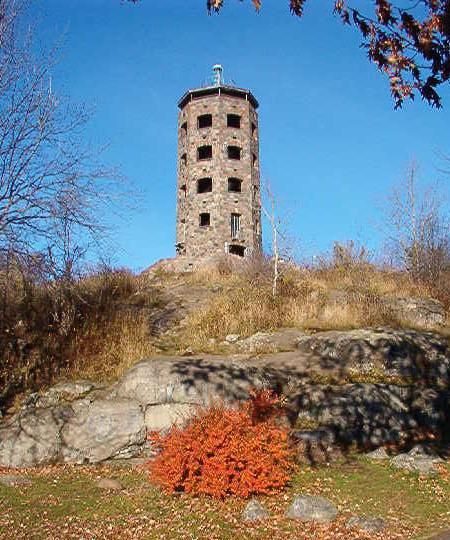
Torre Enger

Enger Tower es una 24 m, torre de observación de piedra azul de cinco pisos en lo alto de Enger Hill en Duluth. La torre ofrece vistas panorámicas de los puertos gemelos. Cada uno de los niveles de la torre tiene un mirador al que se accede por escaleras. Una baliza verde montada en lo alto de la torre se puede ver a muchos kilómetros. La entrada gratuita y el acceso casi ilimitado a la torre durante el horario del parque hacen que esta atracción sea popular entre los visitantes y los lugareños.

#### Ferrocarril panorámico de North Shore
El North Shore Scenic Railroad es un ferrocarril patrimonial que opera entre Duluth y la ciudad de Two Harbors. Es propiedad del Museo del Ferrocarril del Lago Superior y ofrece varios tipos diferentes de trenes de excursión de pasajeros entre el 28 de mayo y el 15 de octubre de cada año. El ferrocarril se inició en 1990, utilizando la línea Lakefront Line que alguna vez fue propiedad de Duluth, Missabe y Iron Range Railway.

#### Cervecería Fitger

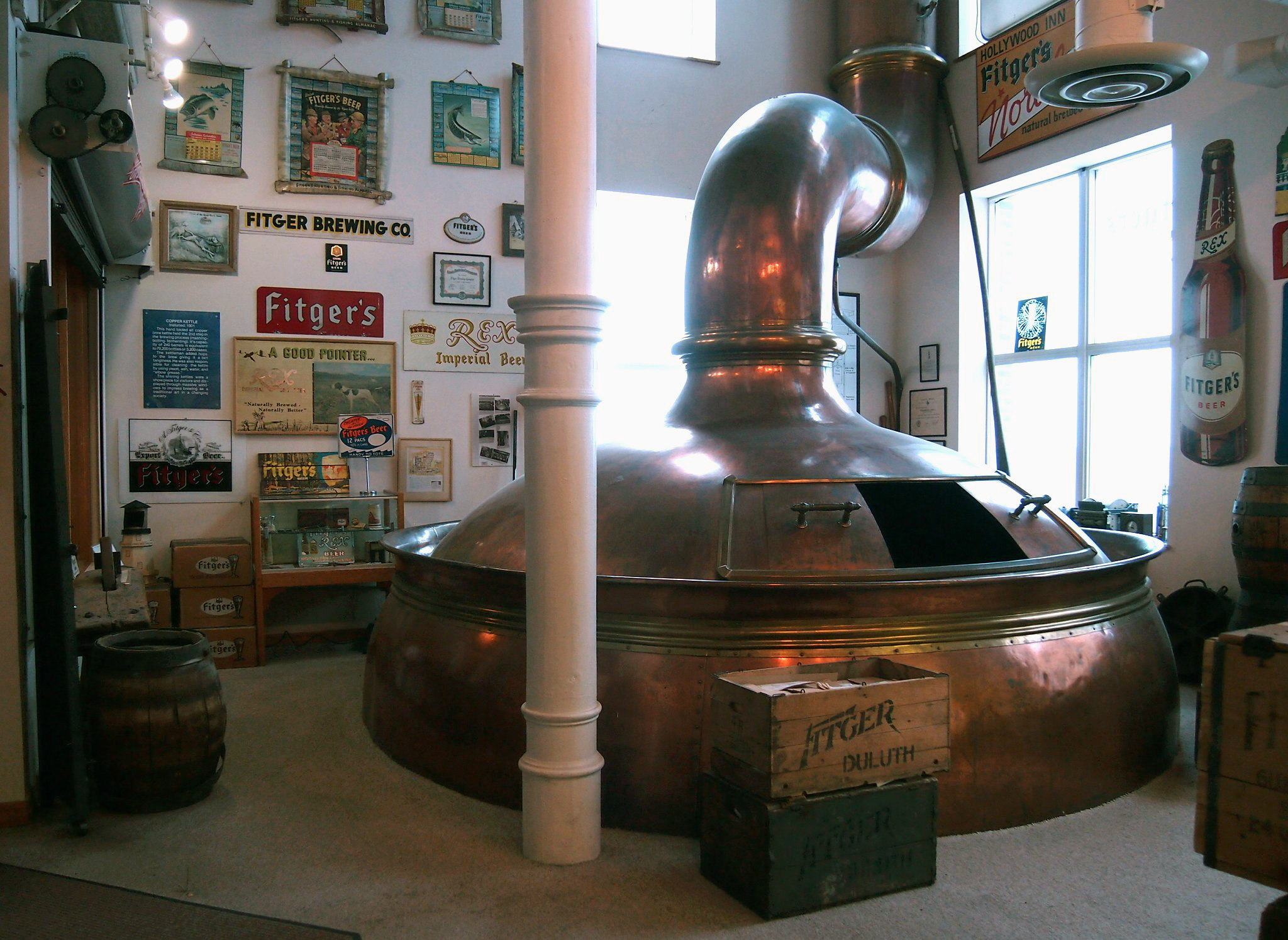
Hervidor de cobre instalado en 1901, en el Museo de la Cervecería Fitger

La cervecería original se construyó en 1857 en un arroyo que llegó a conocerse como Brewery Creek; Michael Fink lo compró en 1881 y se trasladó corriente abajo a su ubicación actual en Superior Street. Fink's Lake Superior Brewery contrató a un nuevo maestro cervecero, August Fitger, un graduado de una de las principales escuelas cerveceras de Alemania, y la cervecería pasó a llamarse A. Fitger & Co. / Lake Superior Brewery. La fábrica de cerveza tuvo éxito y se mantuvo en funcionamiento incluso a pesar de la prohibición, pero finalmente cerró en 1972 después de 115 años de funcionamiento continuo, lo que la convierte en el negocio más antiguo de Duluth. El complejo fue reabierto en 1984 y contiene una cervecería artesanal, varios restaurantes, hoteles, tiendas y un museo. Fitger's Brewery Complex está incluido en el Registro Nacional de Lugares Históricos.

#### Canal Park

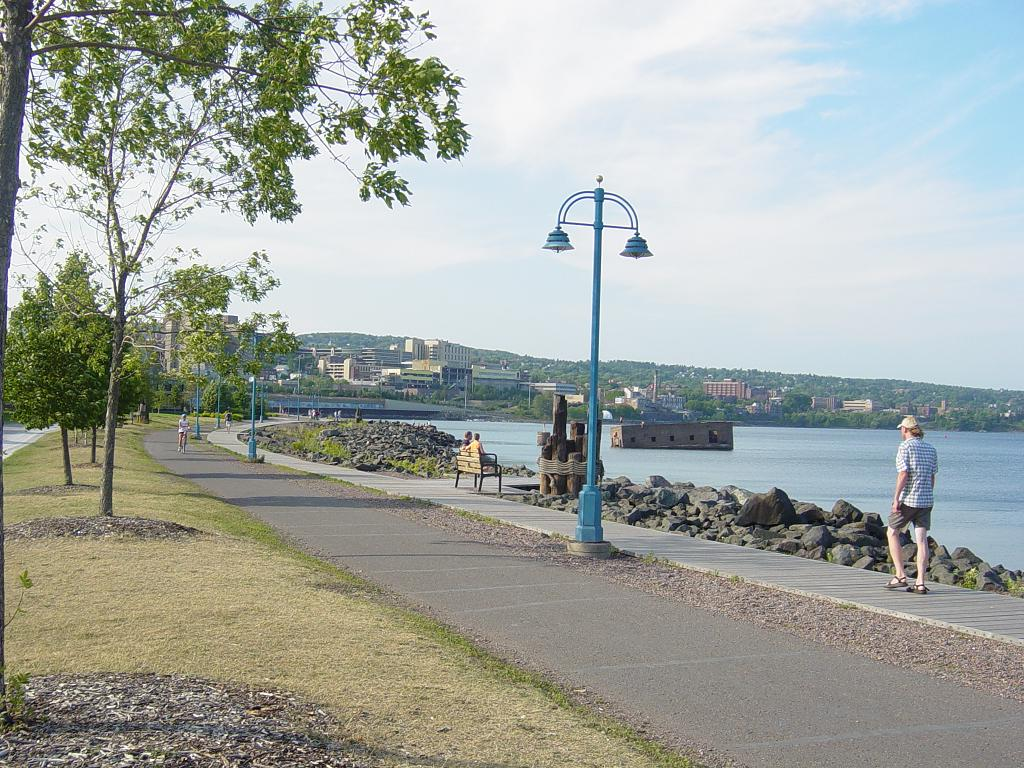
Lakewalk, Canal Park

Canal Park es un distrito con actividades recreativas, restaurantes, cafés, hoteles y tiendas, especialmente las que se dedican a la venta de antigüedades. Anteriormente un distrito de almacenes, el área se convirtió en un distrito orientado a la recreación luego del declive de la fabricación en la década de 1980. A 4 km sendero para caminar ofrece vistas a las dunas de arena de Park Point y a las playas para nadar. Las atracciones incluyen el muelle del faro, el Centro de visitantes marítimo de Lake Superior, el Acuario de los Grandes Lagos, el museo de barcos flotantes William A. Irvin y el Bayfront Blues Festival anual en Bayfront Festival Park.

#### Mansión Glensheen

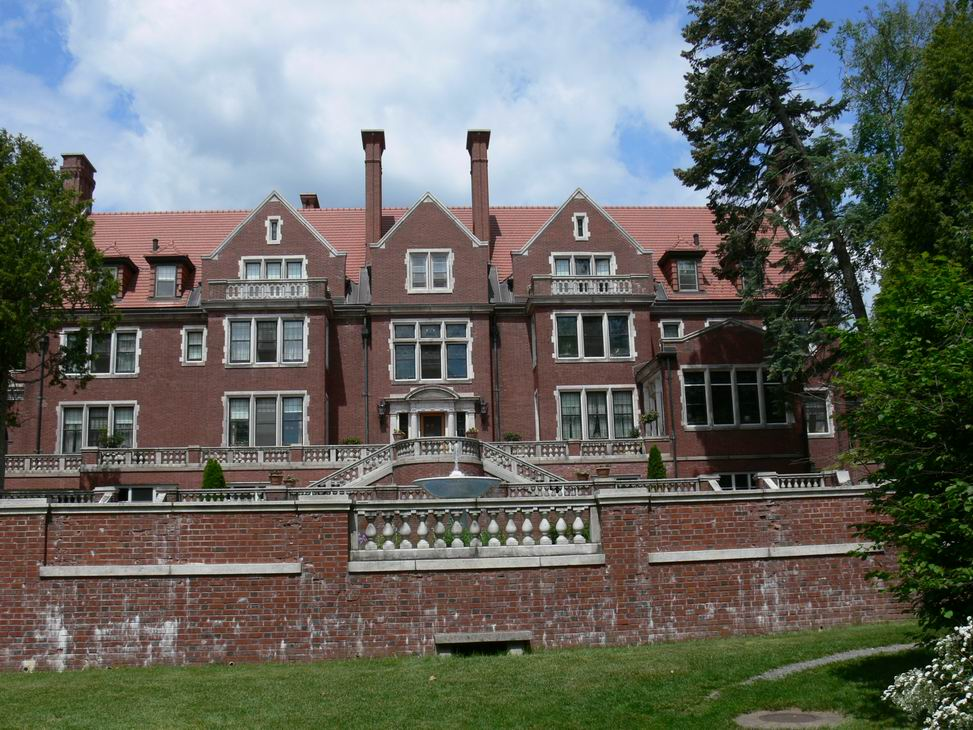
Mansión Glensheen

La finca histórica Glensheen, en la orilla del lago Superior, fue construida como la casa familiar del acaudalado empresario Chester Adgate Congdon. Glensheen se encuentra en 7,6 acres (3,1 ha) de propiedad frente al lago, tiene 38 habitaciones y está construido en la tradición arquitectónica jacobea, inspirada en los estilos Beaux-Arts de la época. El edificio fue diseñado por el arquitecto de Minnesota Clarence H. Johnston Sr., con interiores diseñados por William French. El jardín formal en terrazas y el paisaje de estilo inglés fueron diseñados por la firma Charles Wellford Leavitt de Nueva York. La construcción comenzó en 1905 a un costo de $ 854,000 (alrededor de $ 21 millones en dólares de hoy), y se completó en 1908. Aparte de su importancia arquitectónica, Glensheen es digno de mención por los asesinatos de Elisabeth Congdon y su enfermera el 27 de junio de 1977. La mansión está abierta a visitas durante todo el año.

#### Museo Infantil de Duluth
Fundado en 1930, el Museo Infantil de Duluth en el vecindario de Lincoln Park es el quinto más antiguo de su tipo en los Estados Unidos. Cuenta con exhibiciones interactivas, programas educativos y oportunidades para juegos creativos diseñados para niños, sus familias y cuidadores, y excursiones escolares. El museo también conserva una colección de artefactos de más de 25.000 objetos extraídos de las vidas y culturas de las personas que han residido en la región, en particular los indígenas estadounidenses y los inmigrantes.

#### Desfile navideño de la ciudad del norte
Cada año en noviembre, el Desfile Navideño de la Ciudad del Norte se lleva a cabo en Duluth. El desfile data de 1957, cuando la temporada de compras navideñas fue particularmente corta. Con el deseo de extender los días de compras navideñas, a Bob Rich, que en ese momento era dueño de la antigua WDSM-TV, ahora KBJR-TV, se le ocurrió la idea. Desde entonces, el desfile ha marchado anualmente por el centro de Duluth el viernes por la noche antes del Día de Acción de Gracias. El evento ha sobrevivido a la lluvia torrencial, la nieve y el frío gélido. Incluso en los años en que los instrumentos eran demasiado fríos para producir música, las bandas se convirtieron en coros y usaban sus voces para entretener a la multitud. Grabada por Merv Griffin en 1962, la canción "Christmas City" es el sonido característico del desfile. Según el nieto de Rich, la canción fue escrita por un residente local y su abuelo le preguntó a su amigo Griffin, que en ese momento no era el conocido personaje de televisión en el que se convirtió más tarde, si cantaría la canción y le pondría música.

#### Gichi-Ode 'Akiing
Justo al lado de Lakewalk, Lake Place Park se convirtió en Gichi-Ode 'Akiing, ojibwe para "un gran lugar del corazón". El Ayuntamiento de Duluth aprobó el cambio de nombre en 2018. Un monumento a Kechewaishke, también conocido como Chief Buffalo, rinde homenaje a su petición simbólica llevada al presidente Millard Fillmore en 1849. Kechewaishke firmó el Tratado de La Pointe de 1854 un año antes de su muerte, con la disposición de que 3 km² de tierra en la esquina del lago Superior a su hijo adoptivo Benjamin G. Armstrong. Conocido como Buffalo Tract, la tierra de Armstrong formaba parte del centro actual de Duluth.

## Gobierno y políticas

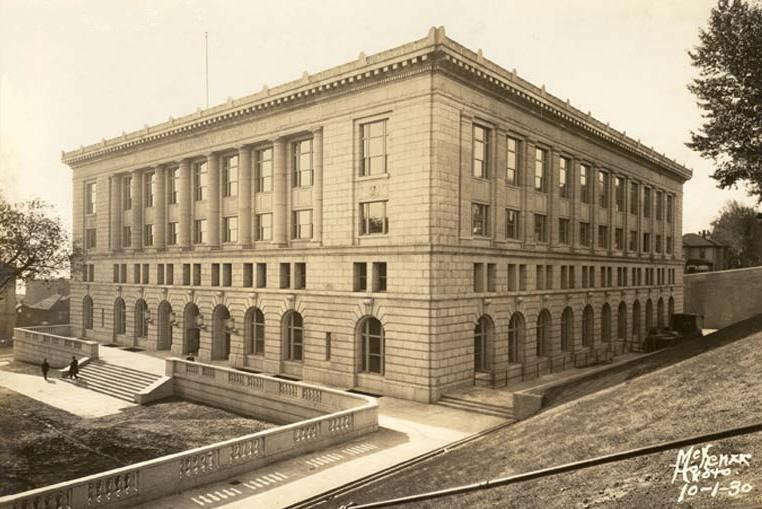
Edificio-Palacio de Justicia y Aduana Federal Gerald W. Heaney cerca del Palacio de Justicia del Condado de Saint Louis, 1930

Duluth está en el 8.º distrito congresional de Minnesota, representado por Pete Stauber del Partido Republicano. Tiene una forma de gobierno de alcalde-consejo. La alcaldesa es Emily Larson, quien asumió el cargo en 2016 como la primera alcaldesa de Duluth. El alcalde con más años de servicio en la historia de Duluth es Samuel F. Snively, quien sirvió de 1921 a 1937. La Administración de la Ciudad hace propuestas de políticas a un Concejo Municipal de nueve miembros. Los cinco distritos representativos de Duluth se dividen en 36 recintos. Cada distrito elige a su propio concejal. También hay cuatro concejales generales, que representan a toda la ciudad. El Ayuntamiento elige un presidente que preside las reuniones.
Duluth es el corazón del séptimo distrito legislativo del estado, representado en el Senado de Minnesota por Jen McEwen y en la Cámara de Representantes de Minnesota por Jennifer Schultz (Distrito 7A) y Liz Olson (Distrito 7B), todas miembros del Partido Demócrata-Agrario-Laborista de Minesota. Este partido ha dominado durante mucho tiempo la política de la ciudad.

## Educación

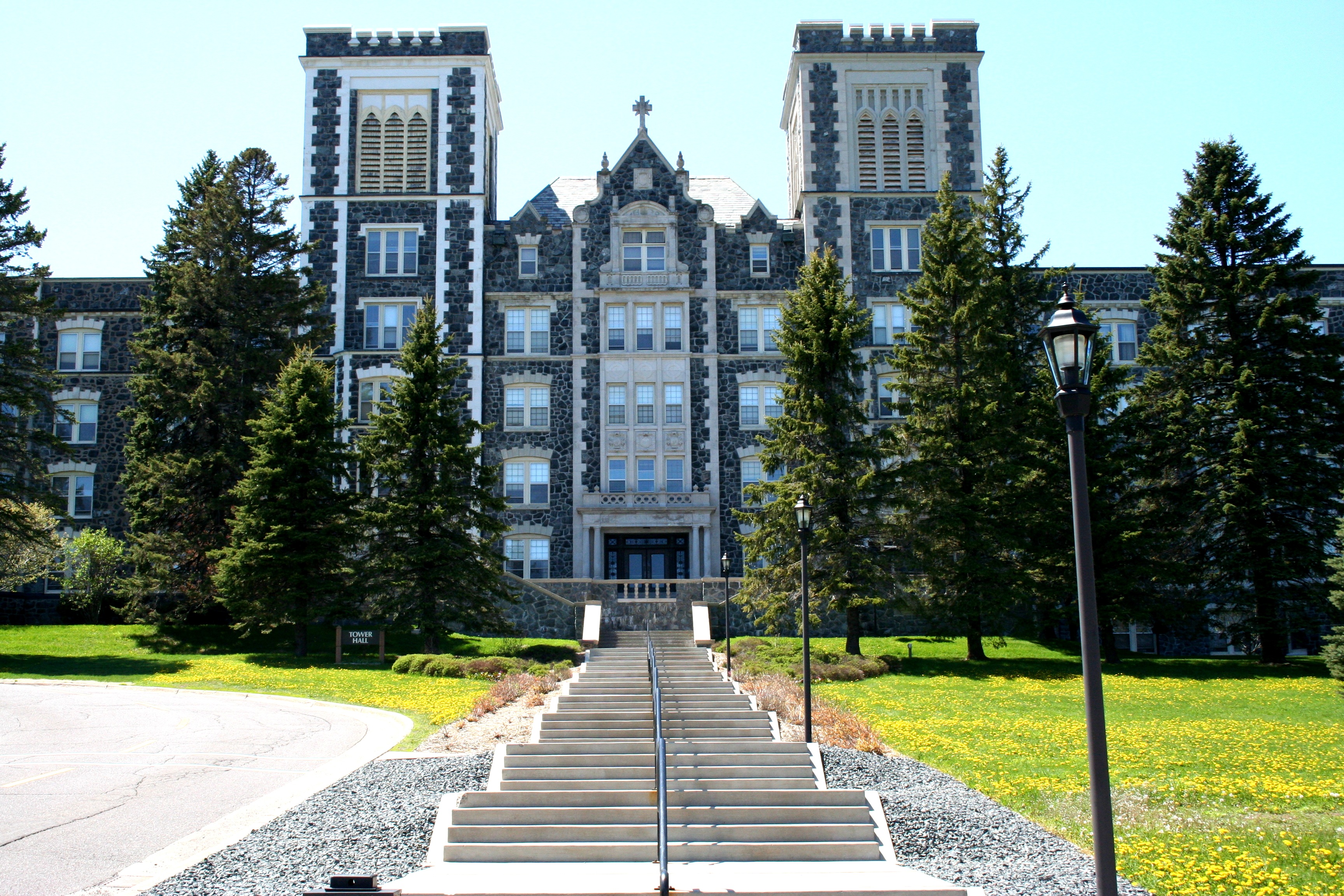
Tower Hall en el Colegio de Santa Escolástica

Los colegios y universidades locales incluyen la Universidad de Minnesota Duluth (UMD); el campus de la UMD incluye una escuela de medicina. Los Bulldogs de la UMD ganaron el Campeonato Nacional de Hockey de la División I en 2011, 2018 y 2019. Otras escuelas incluyen The College of St. Scholastica, Lake Superior College y Duluth Business University. La Universidad de Wisconsin-Superior y el Wisconsin Indianhead Technical College se encuentran en las cercanías de la ciudad de Superior.
La mayoría de las escuelas públicas son administradas por las Escuelas Públicas de Duluth. Las escuelas tienen matrícula abierta. ISD 709 (Distrito Escolar Independiente número 709) ahora está llevando a cabo una reconstrucción de todas las escuelas del área bajo un programa llamado "Plan Rojo". Los objetivos del Plan Rojo son la reconstrucción de algunas escuelas antiguas para cumplir con las nuevas pautas educativas y la construcción de cuatro nuevos edificios escolares. Las nuevas escuelas resultarán en la redistribución de distritos de muchos estudiantes. A partir de 2009, el Plan Rojo fue y está siendo impugnado en los tribunales por algunos ciudadanos debido al costo de implementación del plan y debido a la elección del contratista de administración de la construcción.

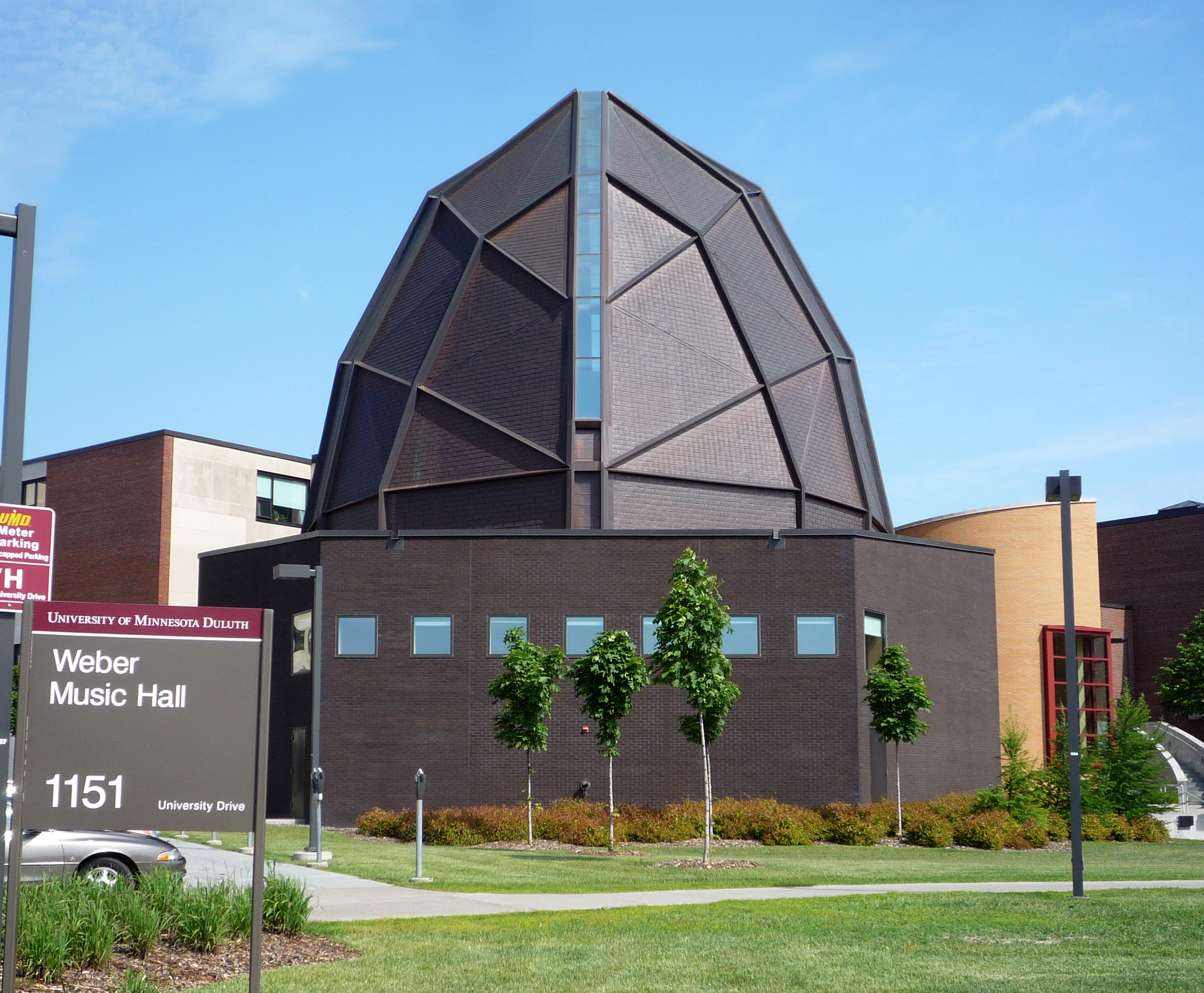
Weber Music Hall en la Universidad de Minnesota Duluth

Varias escuelas autónomas independientes y públicas también sirven a los estudiantes de Duluth. La más grande es Duluth Edison Charter Schools, una escuela pública autónoma que cubre los grados K-8. Marshall School, una escuela preparatoria universitaria privada fundada como Catedral de Duluth en 1904, cubre los grados 4-12. Duluth tiene cuatro escuelas católicas con cobertura hasta el sexto u octavo grado, dos escuelas protestantes, dos escuelas Montessori y otras seis escuelas autónomas y privadas.
Debido a su proximidad a los Grandes Lagos, Duluth es la ubicación del Observatorio de Grandes Lagos. El Observatorio de Grandes Lagos opera el buque de investigación de propiedad universitaria más grande de los Grandes Lagos, el R / V Blue Heron. Construido en 1985 para pescar en los Grandes Bancos, el Blue Heron fue comprado por la Universidad de Minnesota en 1997, navegó desde Portland, Maine, por el St. Lawrence Seaway hasta Duluth, y se convirtió en un buque de investigación limnológica durante el invierno de 1997. –98. El Blue Heron es parte del Sistema de Laboratorio Oceanográfico Nacional de la Universidad, y está disponible para ser fletado por científicos de investigación en cualquiera de los Grandes Lagos.

## En la cultura popular
- En El gran Gatsby (1925), se dice que el personaje principal fue llevado a Duluth por Dan Cody, el millonario que lo había tomado bajo su protección. Allí, Cody le había comprado al ambicioso joven de 17 años "un abrigo azul, seis pantalones de pato blanco y una gorra de yate".[98]
- Minnesota: Land of Plenty (1942) - cortometraje documental de James A. FitzPatrick.[99]
- Te gustará mi madre (1972): largometraje filmado en Duluth y sus alrededores, principalmente en Glensheen Historic Estate.
- En la serie de televisión Starsky & Hutch (1975-1979), el personaje principal "Hutch" Hutchinson (interpretado por David Soul), es retratado como un nativo de Duluth.
- La novela de Gore Vidal Duluth (1983) está ambientada en una versión estilizada de Duluth.
- Far North (1988): largometraje filmado en Duluth y sus alrededores.
- Iron Will (1994) - Película de Walt Disney Pictures filmada en Duluth en sustitución de Winnipeg de 1917.
- La comedia de situación de corta duración The Louie Show (1996) se desarrolló en Duluth. Louie Anderson interpretó al psicoterapeuta Louie Lundgren.[100] La secuencia del título de apertura presentaba edificios del centro de Duluth.
- Battleground Minnesota (2005): película documental sobre las elecciones presidenciales de 2004 en Minnesota.
- Una serie de novelas de suspenso del autor Brian Freeman (comenzando con Immoral en 2005) con el teniente de policía ficticio Jonathan Stride tiene lugar en Duluth y sus alrededores y presenta ubicaciones reales de la ciudad.[101]
- La película estadounidense de comedia deportiva Leatherheads (2008), protagonizada y dirigida por George Clooney, se desarrolló en Duluth pero se filmó en Carolina del Norte y del Sur. La película contó con un equipo de fútbol profesional ficticio, los Duluth Bulldogs.
- La primera temporada de la serie de FX TV Fargo (2014) se desarrolla principalmente en Bemidji y Duluth y sus alrededores.[102]